# Protesty polityczne w Tajlandii (2010)
Protesty polityczne w Tajlandii w 2010 roku – seria antyrządowych protestów w stolicy Tajlandii trwających od 14 marca 2010 do 19 maja 2010. Organizatorem wystąpień był Zjednoczony Front Demokracji Przeciw Dyktaturze (UDD), ruch społeczny popierający byłego premiera Thaksina Shinawatrę i domagający się dymisji rządu Abhisita Vejjajivy oraz rozpisania nowych wyborów.
Zwolennicy ruchu, tzw. „czerwone koszule”, organizowali w stolicy wiece, marsze i przejazdy kawalkad pojazdów, rozlali zebraną przez siebie krew przed budynkiem rządu i opanowali handlową dzielnicę miasta. Początkowo pokojowe protesty przybrały na sile w kwietniu 2010, kiedy demonstrujący podjęli szturm na siedzibę parlamentu. Do pierwszych starć z policją doszło 10 kwietnia, gdy służby bezskutecznie próbowały wyprzeć przeciwników rządu z centrum Bangkoku. Zginęło wówczas 25 osób. Na początku kwietnia 2010 demonstranci utworzyli w głównej dzielnicy handlowej i finansowej swoje obozowisko. Z czasem kilkutysięczny obóz został przez nich otoczony barykadami oraz posiadał własne wyposażenie i zaopatrzenie. Na początku maja 2010 rząd zaproponował zakończenie protestów i organizację wcześniejszych wyborów w listopadzie 2010. Choć wstępnie obie strony zadeklarowały wolę porozumienia, ostatecznie do niego nie doszło z powodu różnicy zdań w kwestii odpowiedzialności za przemoc i śmierć demonstrantów. 13 maja wojsko rozpoczęło akcję odcinania dostępu do obozu „czerwonych koszul”, co doprowadziło do kilkudniowych walk ulicznych, w których zginęło 39 osób. 19 maja 2010 oddziały podjęły generalny szturm na obóz, który doprowadził do kapitulacji liderów UDD i usunięcia demonstrantów z centrum Bangkoku. W wyniku działań zginęło co najmniej 15 osób. W sumie od początku protestów śmierć poniosło 91 osób, a około 2000 zostało rannych. Demonstracje z 2010 były największymi niepokojami społecznymi w Tajlandii od roku 1992.

## Geneza konfliktu

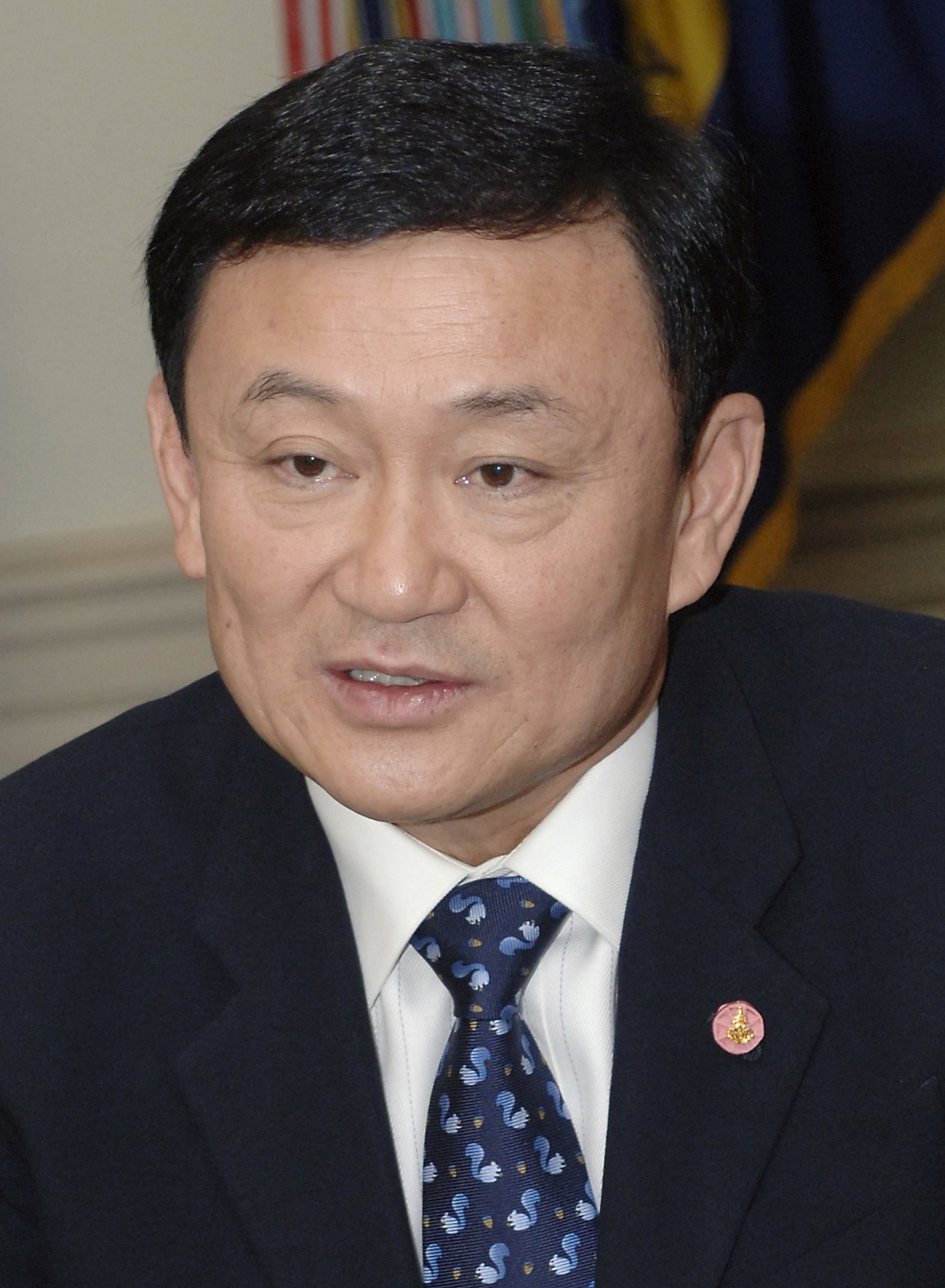
Thaksin Shinawatra, premier Tajlandii w latach 2001–2006

Królestwo Tajlandii, którym od 1946 rządzi król Bhumibol Adulyadej (pełniący głównie role ceremonialne) pod koniec pierwszej dekady XXI wieku przeżywało okres ciągłego kryzysu politycznego. Na czele rządu w latach 2001–2006 stał premier Thaksin Shinawatra, wcześniej biznesmen i potentat telekomunikacyjny. W czasie swoich rządów zyskał poparcie biedniejszej ludności wiejskiej z północnej i północno-wschodniej części kraju z powodu znacznej rozbudowy polityki socjalnej, obejmującej darmowy dostęp do służby zdrowia i edukacji. Krytycy premiera, wywodzący się z kręgów wielkomiejskich, klasy średniej i monarchistów, zarzucali mu populizm i niedostateczne okazywanie szacunku sędziwemu królowi. Utworzyli oni ruch społeczny skierowany przeciw jego władzy pod nazwą Ludowy Sojusz na rzecz Demokracji (Peoples’ Alliance for Democracy, PAD) i wybrali „żółte koszule”, na znak solidarności z monarchią (kolor żółty był symbolem króla). W 2006 rozpoczęli w kraju protesty, domagając się ustąpienia Shinawatry, które sparaliżowały funkcjonowanie i zarządzanie krajem.
W sytuacji nasilającego się kryzysu wewnętrznego, we wrześniu 2006 władzę przejęło wojsko, które dokonało zamachu stanu. Przewrót został przeprowadzony w czasie pobytu premiera Shinawatry na sesji Zgromadzenia Ogólnego ONZ w Nowym Jorku. Nie wrócił on już do kraju, w którym wszczęte zostało przeciw niemu postępowanie korupcyjne i pozostał na obczyźnie, przebywając głównie w Katarze i Londynie. W Tajlandii na czele państwa stanęła junta wojskowa, która w grudniu 2007 przeprowadziła demokratyczne wybory parlamentarne. W ich wyniku najwięcej mandatów zdobyli dawni współpracownicy i zwolennicy Shinawatry, cieszącego się nadal niesłabnącym poparciem mniej zamożnych obywateli. Przed wyborami utworzyli nową partię polityczną, Partię Władzy Ludu (PPP). Na czele nowego rządu stanął jej lider, Samak Sundaravej.
W maju 2008 „żółte koszule” ponownie rozpoczęły serię protestów w kraju, oskarżając nową administrację o ścisłe powiązania z byłym premierem i wykonywanie jego poleceń. Nowa fala manifestacji nastąpiła w sierpniu 2008, w wyniku której premier Sundaravej, oskarżony dodatkowo przed sąd o złamanie konstytucji, podał się do dymisji. Na czele rządu stanął wicepremier Somchai Wongsawat, szwagier Shinawatry.

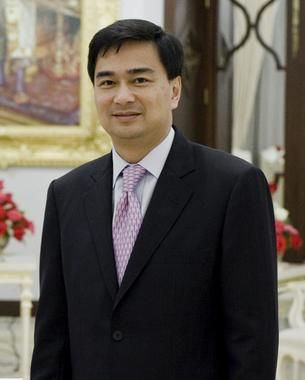
Premier Abhisit Vejjajiva objął władzę w grudniu 2008

Mimo zmiany szefa rządu, Ludowy Sojusz na rzecz Demokracji (PAD) kontynuował antyrządowe demonstracje w Bangkoku. Protesty coraz bardziej utrudniały normalne funkcjonowanie państwa. Pod koniec listopada 2008 demonstranci zajęli dwa stołeczne lotniska, całkowicie blokując ruch pasażerski. Protesty zakończyły się w grudniu 2008, kiedy sąd nakazał natychmiastowe rozwiązanie Partii Władzy Ludu i wykluczył jej liderów na 5 lat z życia politycznego pod zarzutem fałszerstw w czasie wyborów z 2007. Władzę w kraju przejęła popierana przez „żółte koszule” największa partia opozycyjna, Partia Demokratyczna na czele z Abhisitem Vejjajivą. Po kolejnej zmianie na szczytach władzy na ulice wyszli tym razem zwolennicy byłego premiera Shinawatry. W marcu 2009 stworzyli oni ruch społeczny o nazwie Zjednoczony Front Demokracji Przeciw Dyktaturze (UDD), a ich znakiem rozpoznawczym został kolor czerwony. Pierwsze protesty rozpoczęli wiosną 2009. W kwietniu 2009 zajęli budynek konferencyjny w Pattayi, w którym miało obyć się spotkanie państw ASEAN. W rezultacie międzynarodowy szczyt został odwołany, a w kraju został wprowadzony stan wyjątkowy. W protestach na ulicach Bangkoku zginęły wówczas 2 osoby. Liderzy UDD zdecydowali się zakończyć akcję w połowie kwietnia, obawiając się kolejnych ofiar, po tym jak w rejony demonstracji zostały skierowane oddziały wojska. „Czerwone koszule” domagały się rozwiązania parlamentu i organizacji wcześniejszych wyborów. Zarzucały przejęcie władzy przez rząd Abhisita w sposób niedemokratyczny i bezprawny, wyłącznie dzięki decyzjom stronniczych sądów, a nie z nadania wyborczego.
W 2010 UDD ponowił żądania dymisji rządu i rozpisania wcześniejszych wyborów parlamentarnych. Do zaognienia dawnego konfliktu przyczynił się wyrok sądu z 26 lutego 2010 o konfiskacie części majątku (1,4 mld z 2,3 mld USD) przebywającego od 2006 na emigracji premiera Thaksina Shinawatry. Sąd orzekł, że zdobył go w sposób niezgodny z prawem. Już w październiku 2008 były premier został zaocznie skazany na dwa lata więzienia za konflikt interesów i nadużycia władzy. Zdaniem sądu, jako szef rządu prowadził w sektorze telekomunikacyjnym politykę korzystną dla własnego biznesu. Skazany zaprzeczył wszystkim zarzutom. UDD zapowiedział na 14 marca masowe demonstracje społeczne na ulicach Bangkoku. Do stolicy mieli być zwiezieni z prowincji przeciwnicy rządu domagający się jego ustąpienia. Władze na początku marca ogłosiły wprowadzenie w dniach 11–23 marca stanu wyjątkowego w Bangkoku i siedmiu sąsiednich prowincjach. Stan wyjątkowy przekazywał wiele uprawnień w ręce wojska i ograniczał prawa obywatelskie. Wojsko zyskiwało prawo wprowadzania godziny policyjnej, zakazywania zgromadzeń i organizowania punktów kontrolnych obywateli.

## Manifestacje uliczne – marzec 2010

### Przygotowania i początek protestów

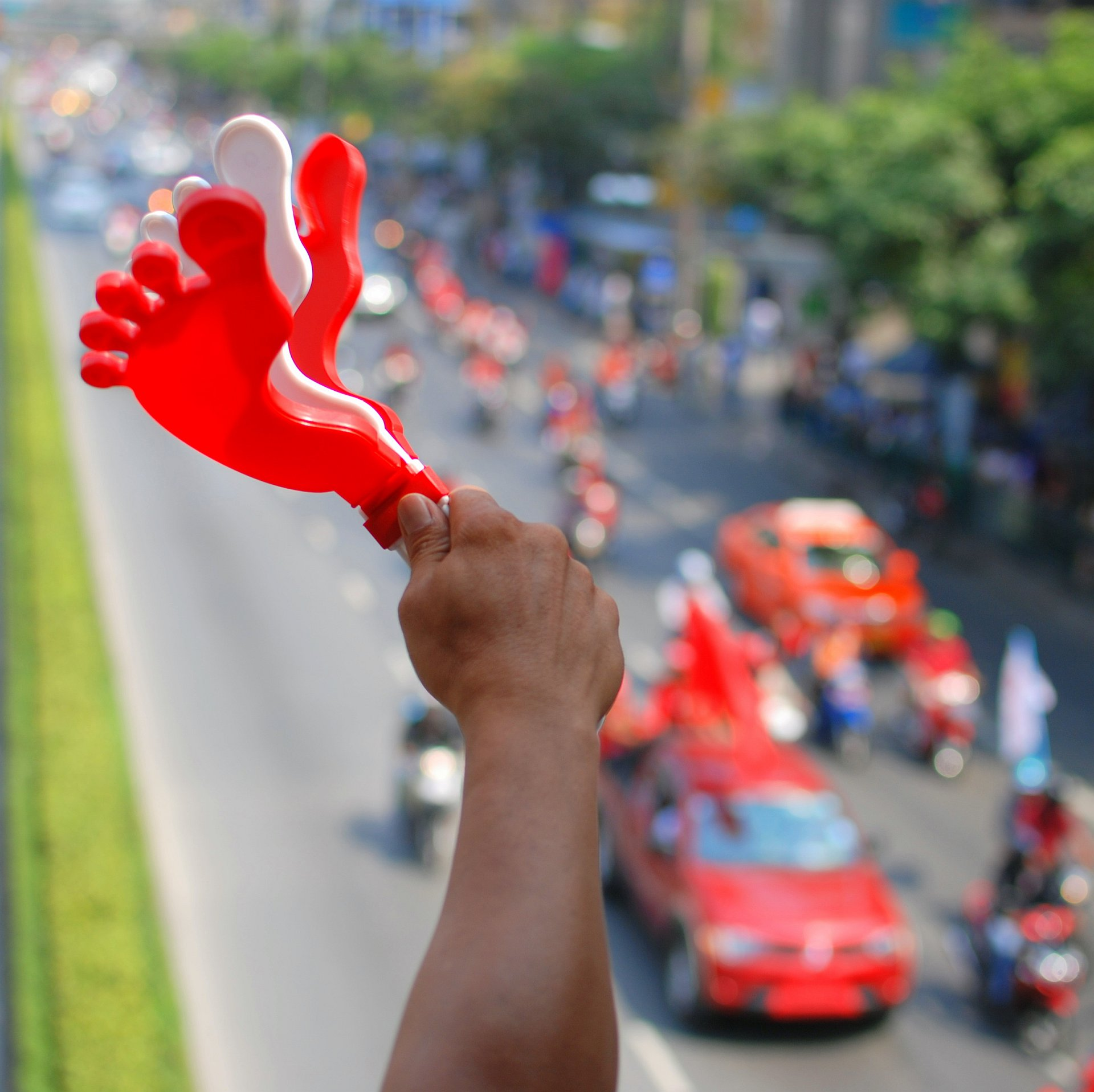
Jeden z rozpoznawalnych rekwizytów w czasie demonstracji, przyrząd do klaskania

12 marca władze w celu utrzymania porządku zmobilizowały 40 tys. służb bezpieczeństwa i zapowiedziały zdecydowaną reakcję w przypadku użycia przez protestujących przemocy. Na ulicach prowadzących do stolicy ustawione zostały punkty kontrolne. Liderzy UDD zapewniali o pokojowym charakterze protestów i zapowiadali, że będą one trwać do czasu ustąpienia rządu. Zgodnie z zapowiedziami, UDD od początku marca 2010 organizował lokalne spotkania i manifestacje swoich zwolenników i rozpoczął przygotowania do ich transportu do Bangkoku.
Pierwsi przeciwnicy rządu Abhisita zaczęli ściągać do Bangkoku 13 marca 2010. 14 marca w centrum miasta zebrały się dziesiątki tysięcy „czerwonych koszul”. Korespondenci zagraniczni ocenili ich liczbę na ok. 100 tys., podczas gdy organizatorzy mówili o kilkuset tysięcy uczestników. Liderzy UDD zażądali dymisji rządu i rozpisania wyborów, dając premierowi 24 godziny na odpowiedź. W przeciwnym razie zapowiedzieli marsz głównymi ulicami stolicy. Wojsko obsadziło siedzibę rządu i strategiczne punkty w mieście. 15 marca demonstranci otoczyli i rozbili swój obóz pod siedzibą rządu, co zmusiło premiera do przeniesienia się do koszar wojskowych 11. Batalionu Piechoty. Przemawiając z tamtego miejsca premier Abhisit odrzucił żądania „czerwonych koszul”, które przemaszerowały pod koszary. Premier opuścił wówczas kompleks wojskowy na pokładzie helikoptera, by jak mówił dokonać inspekcji miasta z powietrza. Do demonstrujących za pośrednictwem wideo-łącza przemówił były premier Shinawatra, który oznajmił, że sprowadzili oni do kraju demokrację. Trzeciego dnia protestów UDD rozpoczęło zbieranie od swoich zwolenników krwi, by w symboliczny sposób rozlać ją przed siedzibą rządu. Ministerstwo Zdrowia i Czerwony Krzyż wyrazili zaniepokojenie warunkami sanitarnymi panującymi w miejscach poboru krwi, jednak organizatorzy odrzucali ich obawy, stwierdzając, że jej pobieranie odbywa się w specjalnych namiotach i zajmują się nim pracujący ochotniczo zawodowi lekarze i pielęgniarki. Zebraną krew rozlano u bram budynku rządowego otoczonego przed służby porządkowe. Jeden z liderów UDD Veera Musikapong stwierdził, że „krew jest uświęconą ofiarą” i „ukazuje miłość do narodu i szczerość”. 17 marca 2010 „czerwone koszule” rozlały krew przed siedzibą rządzącej Partii Demokratycznej i przez prywatnym domem premiera, po czym wycofały się do swojego obozu pod budynkiem rządu. Zapowiedziały kolejne masowe demonstracje na nadchodzący weekend. Premier Abhisit ogłosił, że jest otwarty na dialog i dopóki UDD działa w ramach prawa nic nie stoi na drodze do negocjacji.

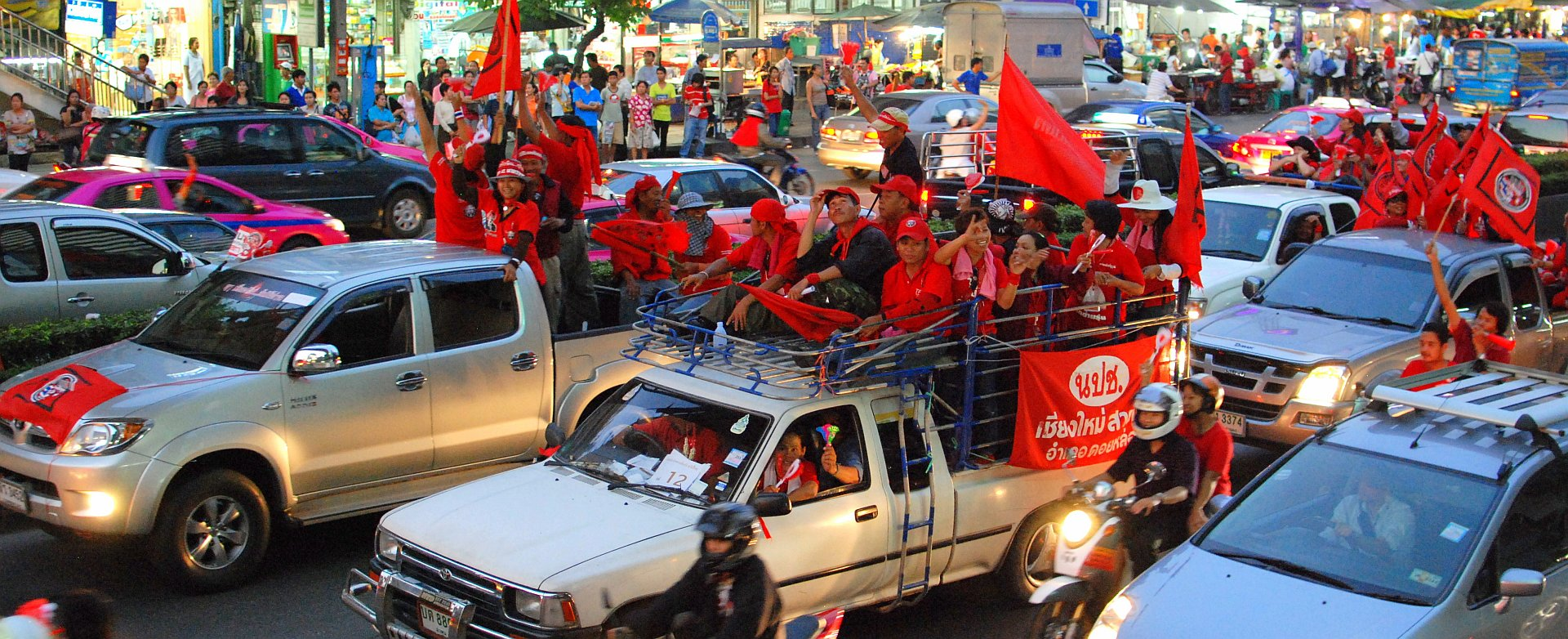
Kawalkada samochodów „czerwonych koszul” na ulicach Bangkoku, 20 marca 2010

### Kontynuacja protestów ulicznych
W sobotę 20 marca 2010 ok. 65 tys. „czerwonych koszul” wzięło udział w demonstracjach na głównych ulicach Bangkoku. Ulicami przejechały kawalkady samochodów i motorów przewożących ubranych w czerwone stroje przeciwników rządu. Premier choć przyznał, że kraj jest podzielony, odmówił podania się do dymisji. Liderzy UDD zapowiedzieli kontynuację protestów. 23 marca władze przedłużyły obowiązywanie stanu wyjątkowego. Posiedzenia rządu odbywały się w kompleksie wojskowym na obrzeżach stolicy. Po tygodniowym skoszarowaniu przed budynkiem rządu, w sobotę 27 marca demonstranci ponownie masowo wyszli na ulice stolicy. Zebrali się przed ośmioma punktami obstawianymi przez służby porządkowe.
30 marca 2010 strona rządowa i przedstawiciele „czerwonych koszul” rozpoczęli negocjacje. Pięciogodzinne rozmowy liderów UDD i premiera Abhisita zakończyły się jeszcze tego samego dnia bez porozumienia. Zjednoczony Front Demokracji Przeciw Dyktaturze domagał się rozwiązania parlamentu w ciągu 15 dni, natomiast premier gotowy był na organizację wyborów w grudniu 2010, o rok wcześniej niż zakładała konstytucja. Liderzy UDD oświadczyli, że dalsze rozmowy byłyby możliwe wyłącznie w przypadku zmiany stanowiska rządu i przyspieszenia terminu wyborów.

## Eskalacja konfliktu – kwiecień 2010
| Przebieg głównych wydarzeń | Przebieg głównych wydarzeń |
| -------------------------- | --- |
| 14 marca 2010              | Początek masowych protestów antyrządowych w Bangkoku |
| 15 marca                   | Odrzucenie przez premiera Abhisita żądań podania się dymisji |
| 16 marca                   | Rozlanie krwi przed siedzibą rządu. |
| 20, 27 marca               | Masowe demonstracje, przejazd kawalkad samochodów i motocykli ulicami stolicy |
| 30 marca                   | Bezowocne negocjacje przedstawicieli UDD i rządu |
| 3 kwietnia                 | Opanowanie przez „czerwone koszule” handlowej dzielnicy Bangkoku |
| 7 kwietnia                 | Marsz na budynek parlamentu |
| 8 kwietnia 2010            | Zamknięcie przed władze opozycyjnej telewizji i portali internetowych |
| 10 kwietnia                | Starcia na ulicach stolicy, śmierć 25 osób |
| 16 kwietnia                | Nieudana próba pojmania liderów „czerwonych koszul” |
| 18 kwietnia                | Pierwszy apel „żółtych koszul” do władz domagający się skutecznego zakończenia kryzysu.                                                                                             |
| 22 kwietnia                | Eksplozje bomb w dzielnicy handlowej, śmierć 1 osoby |
| 23 kwietnia                | Propozycja UDD zakończenia protestów, żądanie przeprowadzenia wyborów w ciągu 2 miesięcy                                                                                            |
| 28 kwietnia                | Ostrzał kolumny samochodów protestujących, śmierć 1 osoby |
| 30 kwietnia                | Szturm „czerwonych koszul” na budynek miejskiego szpitala |
| 3 maja                     | Wysunięcie przez premiera planu pojednania, propozycja wyborów 14 listopada 2010 |
| 7/8 maja                   | Zabójstwo 2 policjantów w centrum Bangkoku |
| 10 maja                    | Akceptacja przez UDD wyborów w listopadzie 2010, żądanie postawienia zarzutów wobec wicepremiera za śmierć 25 osób w dniu 10 kwietnia                                               |
| 12 maja                    | Wycofanie się rządu z organizacji wyborów i żądanie natychmiastowego zakończenia protestów                                                                                          |
| 13–18 maja                 | Wojskowa akcja odcięcia dostępu i otoczenia obozu „czerwonych koszul”, śmierć 39 osób                                                                                               |
| 19 maja                    | Generalny szturm armii na obóz demonstrantów, potyczki na ulicach stolicy, śmierć co najmniej 15 osób. Zdobycie i likwidacja obozowiska „czerwonych koszul” i zakończenie protestów |
| 10 czerwca                 | Powołanie przez rząd trzech komitetów ds. zbadania okoliczności śmierci ofiar, reformy konstytucyjnej i mediów                                                                      |

### Zajęcie centrum Bangkoku i marsz na parlament

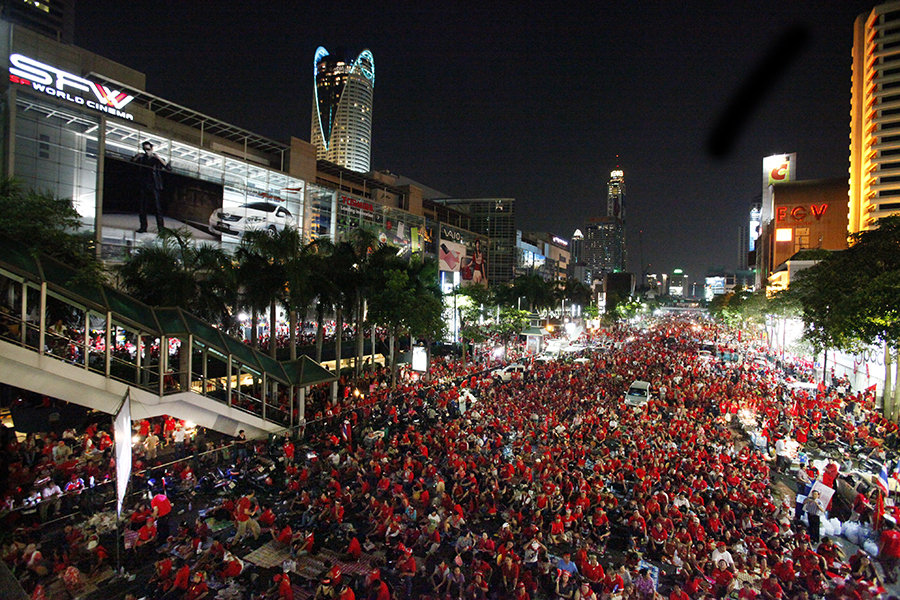
„Czerwone koszule” w centrum Bangkoku, 3 kwietnia 2010

W sobotę 3 kwietnia 2010 centrum Bangkoku po raz kolejny zostało zablokowane przez demonstrujących. „Czerwone koszule” przełamali policyjne blokady i dostali się do dzielnicy handlowej stolicy, w której usytuowane były liczne kompleksy handlowe i hotele. Służby bezpieczeństwa, zachowujące spokój i powściągliwość od początku demonstracji, również i tym razem nie interweniowały. Demonstranci rozpoczęli okupację centrum handlowego miasta, powodując zamknięcie wielu przedsiębiorstw. Sąd Najwyższy, na wniosek rządu, potwierdził przysługujące mu na mocy obowiązującego stanu wyjątkowego prawo do eksmisji protestujących z centrum stolicy oraz zakazał protestów wzdłuż 11 głównych ulic miasta. 5 kwietnia „czerwone koszule” rozpoczęły szturm siedziby komisji wyborczej i odrzuciły apele władz o wycofanie się z zajmowanej dzielnicy. 6 kwietnia kontynuowały protesty, w tym na zakazanych stołecznych arteriach. W tym dniu doszło również do pierwszych od początku protestów niewielkich starć ze służbami bezpieczeństwa. Władze wydały nakaz aresztowania dla 10 głównych liderów UDD.
7 kwietnia „czerwone koszule” podjęły marsz na budynek parlamentu i na krótko przełamały opór służ bezpieczeństwa, przerywając obrady izby. Po krótkim czasie wycofały się z terenu. Znajdujący się w środku politycy, w tym premier, zostali ewakuowani przez policję, część podjęła się samodzielnej ucieczki. W odpowiedzi szef rządu ogłosił ponowne wprowadzenie stanu wyjątkowego w stolicy, w czasie którego formalnie zakazane było organizowanie zgromadzeń przekraczających 5 osób. 8 kwietnia władze wydały nakaz aresztowania 7 liderów UDD uczestniczących w ataku na parlament, zablokowali dostęp do wielu opozycyjnych stron internetowych i zamknęli opozycyjną stację telewizyjną. Premier, z powodu delikatnej sytuacji w kraju, odwołał swój udział w szczycie państw ASEAN w Hanoi. Następnego dnia protestujący zdołali odbić z rąk policji budynek telewizji People Channel i wznowić jej emisję. Służby, po bezskutecznym użyciu gazu łzawiącego i kanonierek wodnych, wycofały się ze swoich pozycji.

### Wybuch starć na ulicach stolicy

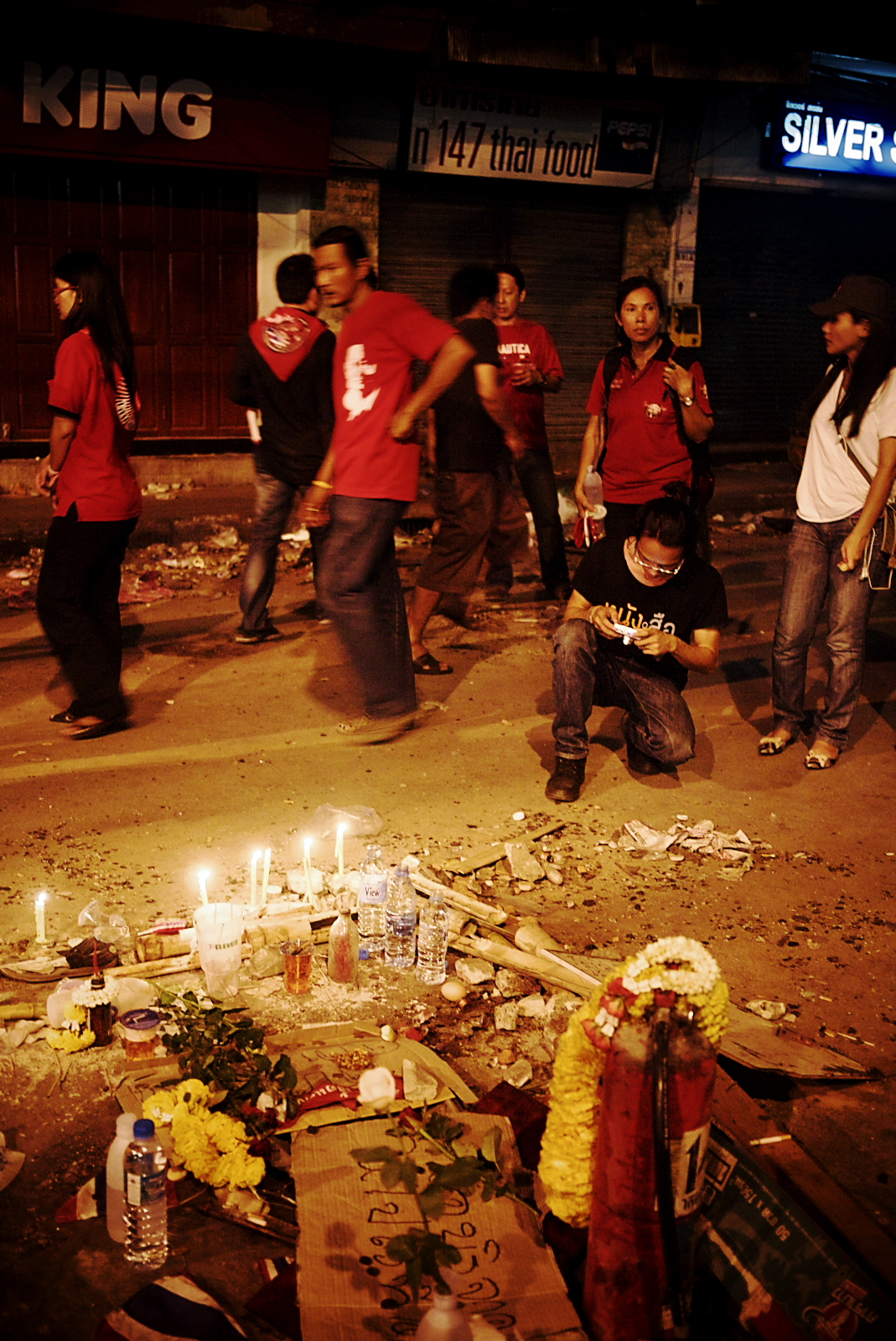
Świece upamiętniające zabitych w czasie starć z 10 kwietnia 2010

10 kwietnia 2010 doszło do największych od początku protestów starć demonstrantów z wojskiem i policją, kiedy służby próbowały wyprzeć ich z zajmowanych dzielnic. Do zamieszek doszło w okolicy mostu Phan Fah i na ulicy Ratchadamnoen w pobliżu budynków ONZ. Według służb medycznych, w walkach zginęło 25 osób, w tym japoński kamerzysta, 19 cywilów i 5 żołnierzy, a ponad 800 osób zostało rannych. Wojsko początkowo twierdziło, że przeciw demonstrantom użyło gumowych kul i gazu łzawiącego, a strzały z ostrej amunicji oddawało tylko w powietrze. Pozostawało to w sprzeczności z relacjami świadków, którzy twierdzili, że ostrzał nastąpił również z ostrej amunicji. Armia dopiero po kilku dniach przyznała, że do ostrzału cywilów została użyta także ostra amunicja, ale jak zaznaczyła tylko w celu ochrony życia rannych współtowarzyszy. Protestujący w czasie starć użyli kamieni, kijów, koktajli Mołotowa, a według armii również broni i granatów. Wojsko nie zdobyło zamierzonych pozycji. Przeciwnicy rządu zdobyli po wycofujących się żołnierzach arsenał broni, amunicji, tarcz, pałek, umundurowania i kilka wojskowych pojazdów. Stany Zjednoczone wezwały obie strony konfliktu do zachowania powściągliwości i rozwiązania konfliktu środkami pokojowymi. Starcia z 10 kwietnia 2010 były największymi niepokojami społecznymi w Tajlandii od 1992.
11 kwietnia 2010 dowódca wojska gen. Anupong Paojinda oznajmił, że należy niezwłocznie znaleźć polityczne rozwiązanie kryzysu, a przyczynić się do tego może powrót do negocjacji i rozwiązanie parlamentu. Podkreślił, że był niechętny użyciu siły przeciw demonstrującym. Premier Abhisit o wszczynanie niepokojów oskarżył „terrorystów” i zapewnił o dobrej współpracy rządu z wojskiem, policją i partiami koalicyjnymi. Premier poddany był jednak rosnącej presji na znalezienie wyjścia z kryzysu. Komisja wyborcza 12 kwietnia 2010 zarekomendowała rozwiązanie rządzącej Partii Demokratycznej i przesłała wniosek w tej sprawie do prokuratury. Oparła go na zarzutach „czerwonych koszul”, które oskarżyły partię premiera o nielegalne przyjęcie dotacji w wysokości 8 mln USD w czasie kampanii wyborczej w 2005. „Czerwone koszule” odrzuciły propozycję rządu zakładającą rozwiązanie parlamentu w ciągu 6 miesięcy, domagając się natychmiastowego ustąpienia Abhisita ze stanowiska.
16 kwietnia 2010 władze podjęły nieudaną próbę schwytania przywódców UDD, których wicepremier ds. bezpieczeństwa Suthep Thaugsuban określił mianem „terrorystów”. Akcja pochwycenia przebywających w hotelu SC Park liderów ruchu zakończyła się kompromitacją służb, po tym jak trojgu z nich udało się uciec. Arisman Pongruanrong, jeden z liderów, zdołał wyskoczyć przez okno i spuścić się z budynku po linie do oczekującego go u dołu tłumu zwolenników, którzy przewieźli go następnie w bezpieczne miejsce. Tego samego dnia premier odsunął od obowiązków wicepremiera Suthepa, a kontrolę nad sprawami bezpieczeństwa przekazał bezpośrednio dowódcy armii, gen. Anupongowi Paojindzie. Abhisit podkreślił, że zmiana kierownictwa zapewni „efektywniejsze i szybsze” działanie służb bezpieczeństwa.
Przeciągające się protesty „czerwonych koszul” doprowadziły do zabrania głosu przez „żółte koszule”. 18 kwietnia na specjalnym zebraniu Ludowego Sojuszu na rzecz Demokracji (PAD) jego członkowie zaapelowali do rządu o niezwłoczne przywrócenie w kraju porządku. Dali na to mu 7 dni, grożąc w przeciwnym razie podjęciem własnych działań, włącznie z masowymi demonstracjami. 19 kwietnia 2010 wojsko wzmocniło swoją obecność w biznesowej dzielnicy Salom okupowanej przez protestujących i zastrzegło sobie prawo do użycia przeciwko nim bardziej „zdecydowanych” kroków, w tym w ostateczności ostrej amunicji. 21 kwietnia 2010 w prowincji Khon Kaen, na północny wschód od Bangkoku, „czerwone koszule” zatrzymały pociąg przewożący pojazdy wojskowe, myśląc, że zmierza on do stolicy. Pozwoliły mu na kontynuację podróży dopiero po upewnieniu się, że jedzie w inne miejsce.

### Kontynuacja kryzysu i przemocy

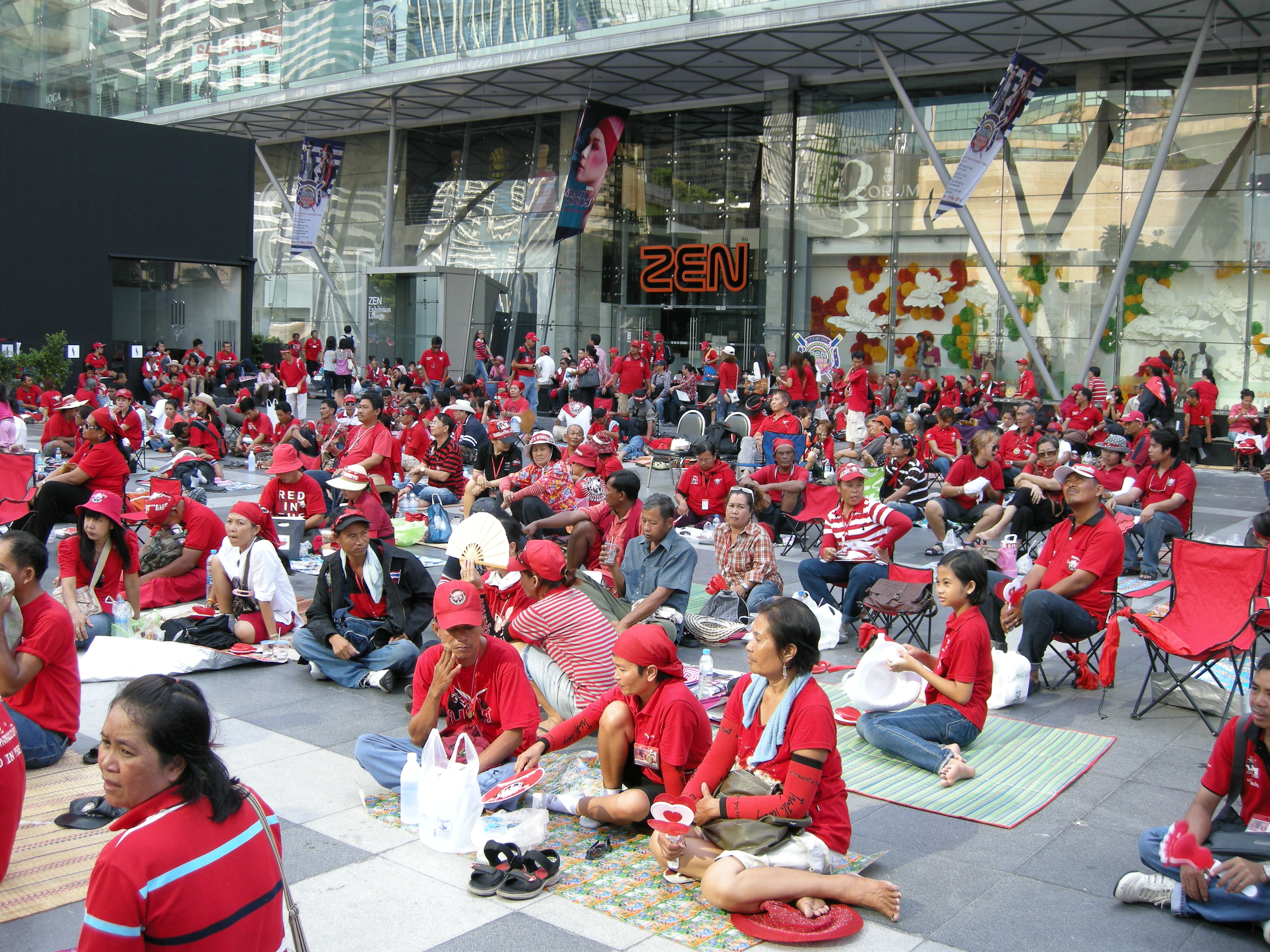
Demonstranci koczujący w dzielnicy handlowej

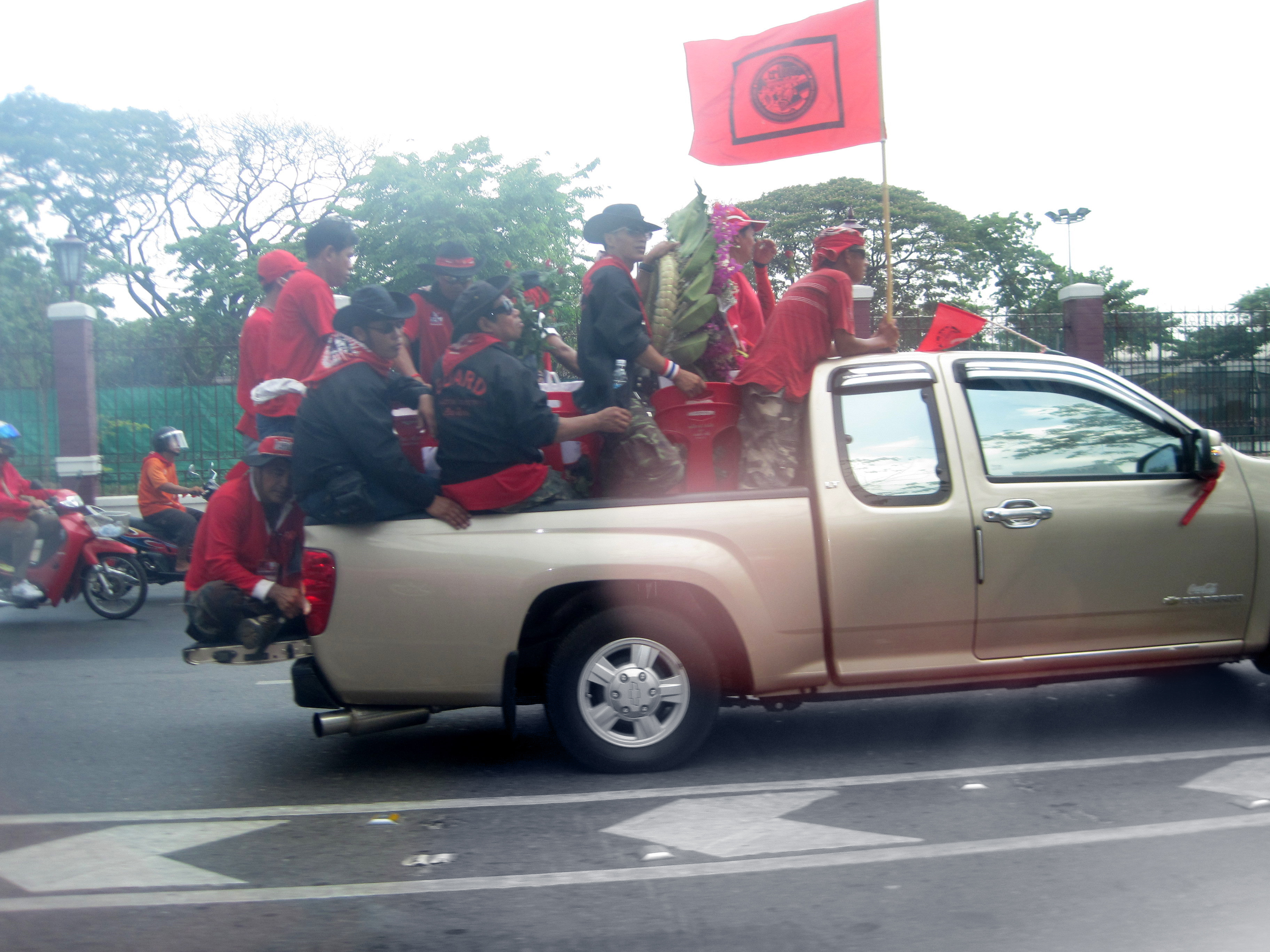
Samochód z „czerwonymi koszulami”, kwiecień 2010

Wieczorem 22 kwietnia 2010 w gęsto zaludnionej dzielnicy biznesowej Salom doszło do wybuchu serii bomb, w wyniku których zginęła jedna osoba, a 85 zostało rannych. Rząd stwierdził, że eksplozje są „dziełem terrorystów”. Wicepremier Suthep Thaugsuban oznajmił, że bomby wystrzelone zostały z granatników M79 z rogu ulic znajdujących się za barykadami „czerwonych koszul”. Protestujący odrzucili jednak to oskarżenie i stwierdzili, że nie mieliby interesu w zabijaniu niewinnych osób. Sekretarz generalny ONZ Ban Ki-moon oświadczył, że „nadszedł moment wymagający opanowania dwóch stron”, a Stany Zjednoczone, Wielka Brytania i Australia odradziły swoim obywatelom podróży do Tajlandii.
23 kwietnia 2010 jeden z liderów „czerwonych koszul” Veera Musikapong wystąpił z propozycją zakończenia protestów. Zażądał w zamian od władz rozwiązania parlamentu w ciągu 30 dni i organizacji wyborów w ciągu 30 kolejnych, zakończenia zastraszania zwolenników opozycji oraz wszczęcia niezależnego dochodzenia w sprawie ostatnich wydarzeń. Nazajutrz premier Abhisit odrzucił warunki demonstrantów z powodu „stosowania przez nich przemocy i zastraszania”. Stwierdził, że „rozwiązanie parlamentu musi służyć całemu narodowi, a nie tylko „czerwonym koszulom”, i musi zostać przeprowadzone we właściwym czasie”. 25 kwietnia podczas konferencji z szefem armii zagroził zajęciem przez wojsko obozowiska demonstrantów w handlowej dzielnicy Bangkoku.
26 kwietnia głos w konflikcie ponownie zabrał Ludowy Sojusz na rzecz Demokracji. Lider „żółtych koszul” zaapelował do władz o wprowadzenie w stolicy stanu wojennego. „Czerwone koszule” kontynuowały okupację dzielnicy handlowej, a na prowincji ich zwolennicy rozpoczęli akcje wznoszenia blokad i zatrzymywania kierujących się w kierunku Bangkoku służb mundurowych, co doprowadziło do kilku starć. W Bangkoku 25 kwietnia doszło do eksplozji granatu w pobliżu strażnicy wojskowej, w wyniku którego rannych zostało 8 osób. 26 kwietnia głos po raz pierwszy zabrał król Bhumibol Adulyadej, który przemawiając do grupy sędziów wezwał ich do „wykonywania swojej pracy w sposób uczciwy i odpowiedni”. Tego samego dnia do Sądu Najwyższego wpłynął wniosek o rozwiązanie rządzącej Partii Demokratycznej. Jednak ostatecznie 29 listopada 2010 sąd z powodów proceduralnych odrzucił wniosek komisji wyborczej w sprawie nielegalnego przyjęcia dotacji przez partię, a 9 grudnia 2010 wniosek o niewłaściwie wykorzystanie funduszy, również z powodów błędów formalnych.
28 kwietnia 2010 na północnych obrzeżach stolicy, w starciach demonstrantów z wojskiem, zginął jeden z żołnierzy, a co najmniej 16 osób zostało rannych. Żołnierz zginął najprawdopodobniej przypadkowo w czasie w oddawania strzałów przez wojsko w kierunku kawalkady pojazdów „czerwonych koszul”. Służby usiłowały zatrzymać rajd samochodów i motorów około tysiąca demonstrantów, który wyruszył w kierunku północnym z głównego obozowiska w centrum Bangkoku. 29 kwietnia 2010 kilkaset „żółtych koszul” przemaszerowało pod koszary 11. Batalionu Piechoty, w których urzędował rząd i wezwały władze do jak najszybszego zaprowadzenia porządku w kraju i usunięcia „czerwonych koszul”, którzy „bezkarnie stworzyli własne państwo w państwie”. „Czerwone koszule” wystosowały natomiast list otwarty do przedstawiciela Unii Europejskiej w ich kraju, prosząc o przysłanie do Tajlandii obserwatorów w celu zapobieżenia przemocy ze strony wojska. David Lipman, ambasador UE, wyraził w odpowiedzi głębokie zaniepokojenie sytuacją w Tajlandii oraz wezwał do poszanowania rządów prawa, konstruktywnego dialogu i wynegocjowania rozwiązania kryzysu w sposób pokojowy i demokratyczny. Minister spraw zagranicznych Tajlandii Kasit Piromya oświadczył, że w obecnym czasie nie istnieje potrzeba międzynarodowej interwencji, a rząd kontroluje sytuację, która jest wewnętrzną sprawą jego państwa.
30 kwietnia 2010 grupa ok. 200 „czerwonych koszul” dokonała szturmu na szpital Chulalongkorn, powodując ewakuację wszystkich znajdującym się w nim pacjentów, z wyjątkiem oddziału intensywnej terapii. Atakujący zamierzali zatrzymać żołnierzy, których oskarżali o przygotowywanie ataku na ich obozowisko w dzielnicy handlowej. Obóz „czerwonych koszul” otoczony był przez barykady wzniesione ze stosów opon, bambusowych pali i zasieków z drutu kolczastego. Jeden z liderów UDD przeprosił za atak i zapewnił, że celem demonstrantów nie jest utrudnianie działania placówki zdrowia. Premier Abhisit stanowczo potępił atak, a korespondenci prasowi postawili pytania o zdolność do kontroli tłumów swoich zwolenników przez liderów UDD.

## Próby zakończenia protestów (3–10 maja)

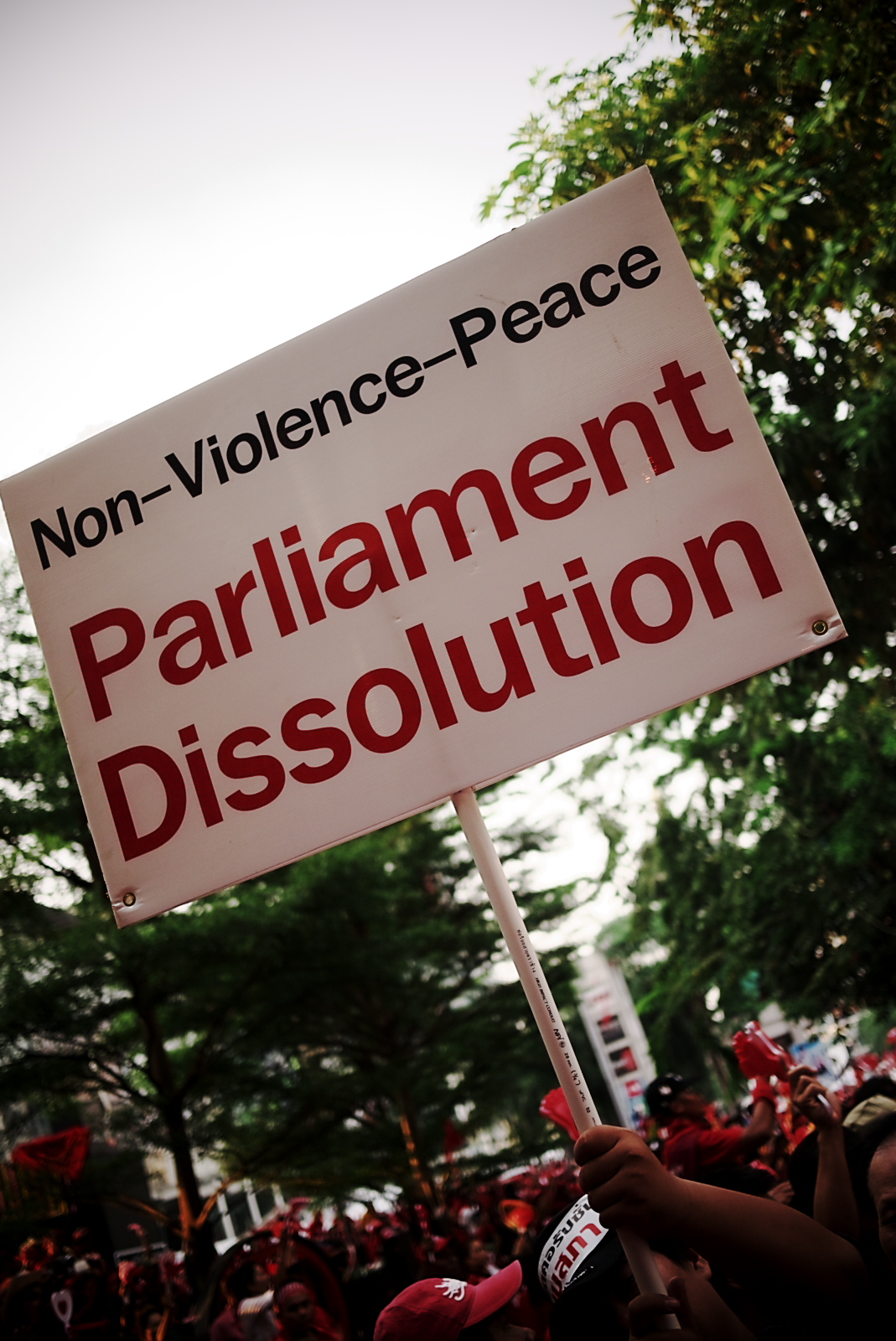
Protestujący domagający się rozwiązania parlamentu

3 maja 2010 premier Abhisit w telewizyjnym wystąpieniu przedstawił plan „pojednania”. Zaproponował organizację wyborów parlamentarnych 14 listopada 2010 oraz wymienił pięć pozostałych warunków planu: poszanowanie dla monarchii, podjęcie reform eliminujących nierówność społeczną, ustanowienie niezależnego ciała zapewniającego bezstronność mediów, podjęcie dochodzenia w sprawie ostatniej przemocy politycznej oraz debata na temat potrzeby reformy konstytucyjnej. 4 maja, w odpowiedzi na plan rządu, liderzy UDD poparli przystąpienie do procesu pojednania i wysunęli własne warunki. Stwierdzili, że wyznaczenie daty wyborów jest kompetencją komisji wyborczej, a nie rządu, od którego zażądali natomiast ogłoszenia dokładnej daty rozwiązania parlamentu. Zaapelowali także o „szczerość”. W ciągu kilku kolejnych dni perspektywa szybkiego zakończenia protestów wydawała się być niemożliwa do spełnienia. Obie strony oskarżały się o brak szczerości i wysuwały nowe warunki. Premier oznajmił, że parlament mógłby zostać rozwiązany w drugiej połowie września 2010 (zgodnie z prawem, które wymusza rozwiązanie izby w ciągu 45–60 dni przed wyborami). Podkreślił jednak, że do rozwiązania nie dojdzie, jeśli „czerwone koszule” nie zakończą protestów. Liderzy „czerwonych koszul” przed podjęciem decyzji o końcu akcji protestacyjnej zażądali z kolei wskazania wiążącej daty rozwiązania parlamentu, zniesienia stanu wyjątkowego i wycofania wojska z ulic stolicy.

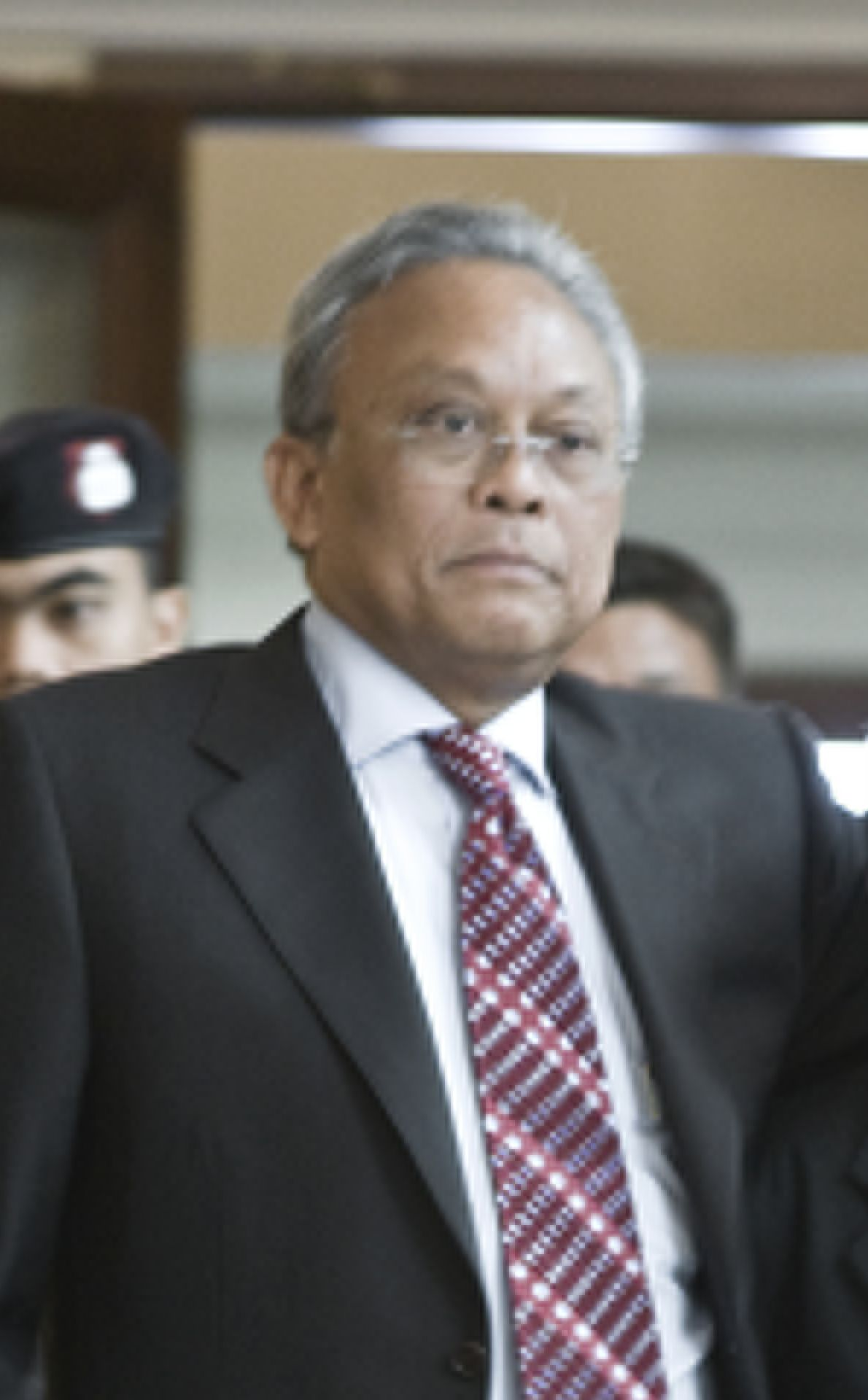
Wicepremier Suthep Thaugsuban, odpowiedzialny za służby bezpieczeństwa

Ludowy Sojusz na rzecz Demokracji w opublikowanym oświadczeniu potępił premiera Abhisita za podjęcie dialogu z „czerwonymi koszulami”, które nazwał „terrorystami nowego tajskiego państwa”. Wezwał rząd do pełnego wdrożenia prawa przeciwko nim, a plan pojednania nazwał „mechanizmem przetrwania i egoistycznym działaniem” władz. Zażądał od Abhisita rezygnacji w przypadku niezdolności przywrócenia zasad państwa prawa.
W nocy z 7 na 8 maja 2010 w Bangkoku doszło do zabójstwa dwóch policjantów stacjonujących w dzielnicy finansowej w pobliżu obozowiska protestujących. Jeden z nich został zastrzelony z przejeżdżającego motocyklu tuż przed północą, drugi zginął w wyniku eksplozji granatu dwie godziny później. W wyniku wybuchu rannych zostało także 13 osób. Liderzy UDD odcięli się od ataków i potępili ich sprawców. Władze oświadczyły, że celem ataków było zakłócenie procesu pojednania zapoczątkowanego przez rząd.
Po nowym wybuchu przemocy premier zażądał od „czerwonych koszul” ostatecznej odpowiedzi na przedstawiony plan do 10 maja 2010. Tego dnia Zjednoczony Front Demokracji Przeciw Dyktaturze (UDD) przystał na rozwiązanie parlamentu w połowie września i organizację wyborów 14 listopada 2010. Jako dodatkowy warunek zakończenia protestów wysunął pociągnięcie do odpowiedzialności i postawienie zarzutów za śmierć 25 osób w dniu 10 kwietnia wobec wicepremiera Suthepa Thaugsubana, odpowiedzialnego za działanie służb bezpieczeństwa. Zażądał także gwarancji niestosowania podwójnych standardów wobec osób zaangażowanych w protesty, jako że wielu spośród jego liderów objętych było nakazem aresztowania. 11 maja 2010 wicepremier Suthep stawił się w podlegającym Ministerstwu Sprawiedliwości Departamencie Dochodzeń Specjalnych w celu wysłuchania skierowanych przeciw niemu skarg. Liderzy UDD uznali to za niewystarczające i zażądali formalnego postawienia mu zarzutów kryminalnych.

## Interwencja służb bezpieczeństwa (13–18 maja)

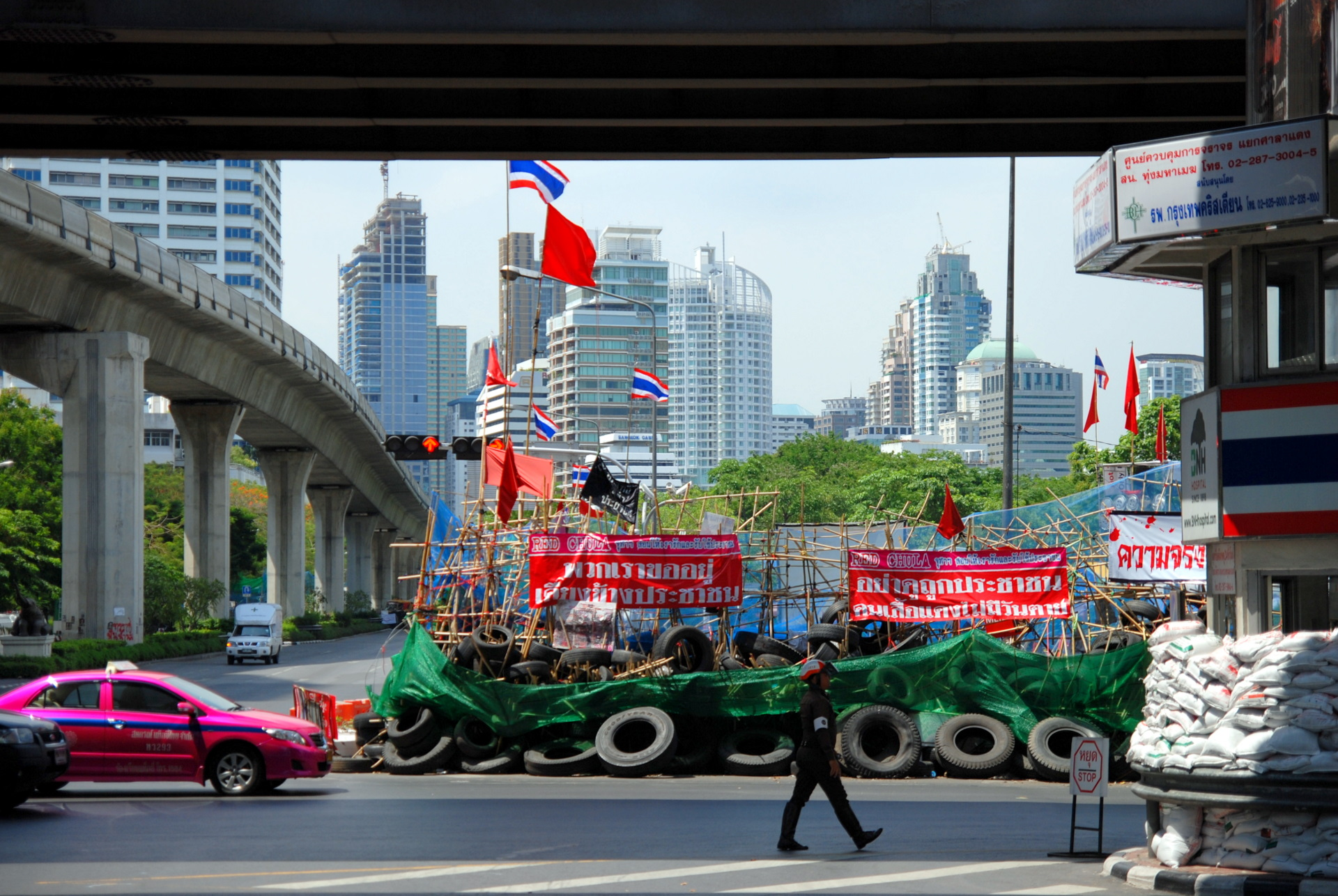
Barykada otaczająca obóz „czerwonych koszul”

### Odwołanie organizacji wyborów przez rząd
11 maja 2010 premier Abhisit wygłosił w parlamencie przemówienie sygnalizujące zmianę taktyki wobec protestujących i podjęcie bardziej zdecydowanych działań. 12 maja rząd ogłosił wycofanie się z planów organizacji wyborów i zażądał natychmiastowego zakończenia okupowania centrum Bangkoku. Premier stwierdził, że planowane środki „dotkną ludność, nie tylko protestujących, ale również osoby pracujące i mieszkające” w rejonie obozowiska. Jak mówił, zrezygnował z wcześniejszych wyborów, gdyż protestujący odmówili rozejścia się. Władze dały im czas na opuszczenie dzielnicy do północy, a w przeciwnym wypadku zagroziły odcięciem zasilania, wody i telekomunikacji, wstrzymaniem komunikacji miejskiej i zablokowaniem dostaw żywności dla demonstrujących. Liderzy UDD odrzucili żądania rządu i wojska, stwierdzając, że takie działania mogą doprowadzić do kolejnych ofiar. Obawy z powodu planów władz wyrazili zagraniczni dyplomaci ponieważ w dzielnicy znajdowało się wiele ambasad, placówek dyplomatycznych i hoteli goszczących obcokrajowców. Władze szacowały liczbę „czerwonych koszul” znajdujących się w obozowisku na kilka tysięcy osób, w tym kobiety i dzieci. Ich obóz, otoczony przez barykady z drutów, bambusowych pali i opon, posiadał własne generatory prądu, zapasy paliwa oraz własne wyposażenie, jak zapasy wody do picia i mycia czy przenośnie toalety. Rozciągał się na przestrzeni około 3 km².

### Początek akcji wojskowej
13 maja 2010 wojsko dało demonstrantom czas do godziny 18:00 na opuszczenie obozu, ogłaszając, iż po tym terminie przystąpi do działań, odcinając dostęp do rejonu protestów. Po 18:00 w stronę dzielnicy handlowej skierowane zostały ciężkie pojazdy wojskowe, a na drogach prowadzących do obozu rozstawiono uzbrojone jednostki armii. Liderzy UDD zapowiedzieli, że w kierunku żołnierzy wysłane zostaną grupy demonstrantów w celu uniemożliwienia im podjęcia ofensywy.
Wieczorem 13 maja, w trakcie wywiadu z zagranicznymi dziennikarzami, postrzelony został w głowę generał Khattiya Sawasdipol, renegat i radykalny zwolennik „czerwonych koszul”, określający siebie jako ich główny strateg i instruktor wojskowy. Tzw. Czerwony Dowódca (Seh Daeng), jak go nazywano, był gorącym zwolennikiem obalonego premiera Thaksina Shinawatry i w styczniu 2010 został zawieszony w obowiązkach w armii. Generał w ciężkim stanie został przewieziony do szpitala, gdzie zmarł cztery dni później. „Czerwone koszule” oskarżyły o jego zabójstwo wojskowych snajperów. Rząd odrzucił te oskarżenie, twierdząc, że wojsko może używać ostrej amunicji wyłącznie w celu samoobrony. Władze winiły generała za organizowanie ataków bombowych, w wyniku których rannych zostało ponad 100 osób. Postrzelenie popularnego „Czerwonego Dowódcy” rozpoczęło uliczne zamieszki i walki na ulicach stolicy. W rejonie obozowiska słychać było salwy strzałów i odgłosy wybuchów. W wieczornym ataku na oddział wojska zginął od ostrzału z ostrej amunicji jeden z demonstrantów. Władze rozszerzyły obowiązujący w stolicy stan wyjątkowy na 15 innych prowincji kraju. Stany Zjednoczone, a następnego dnia również Wielka Brytania zamknęły swoje ambasady.

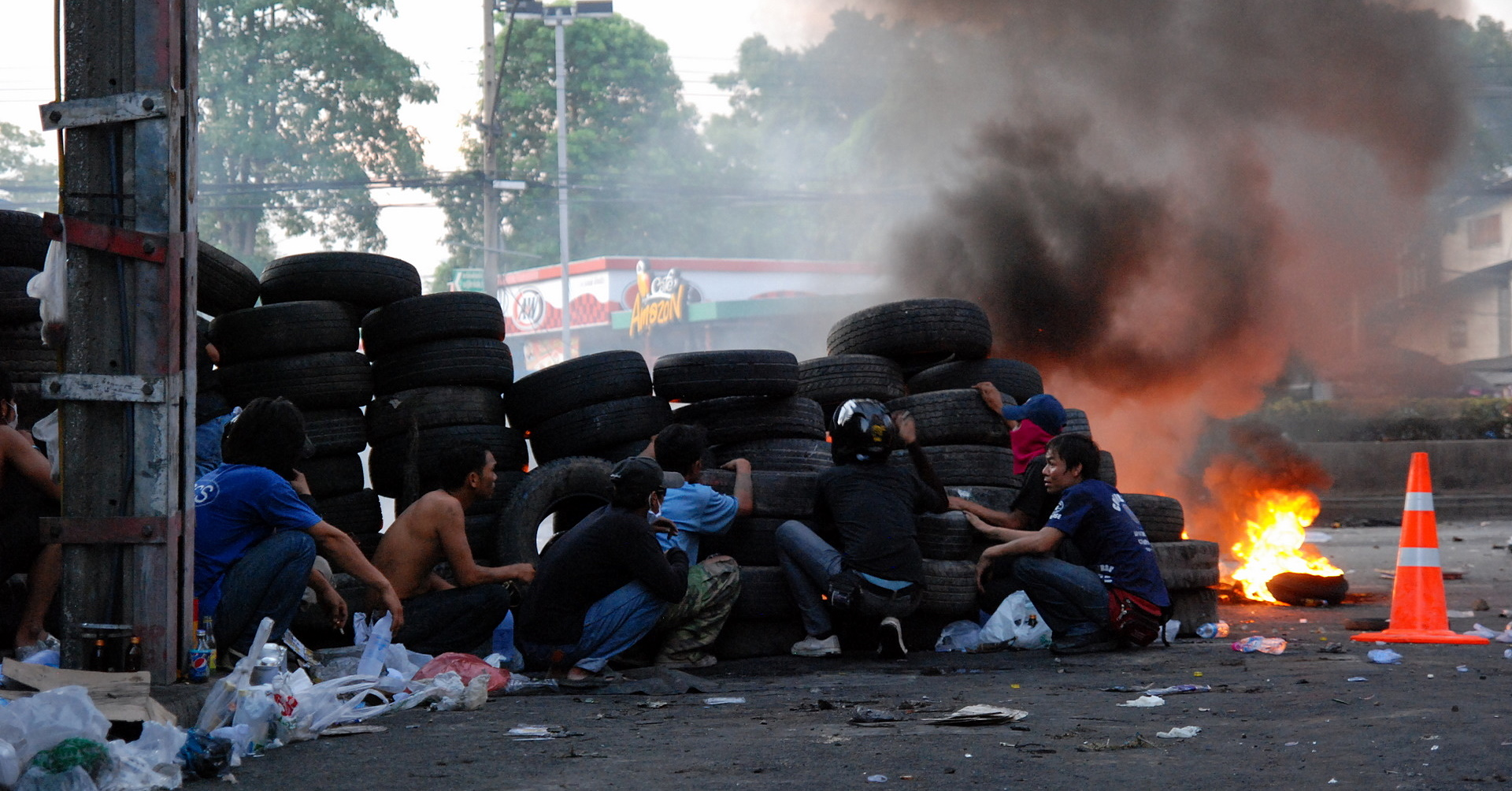
Walki na ulicach Bangkoku, 15 maja 2010

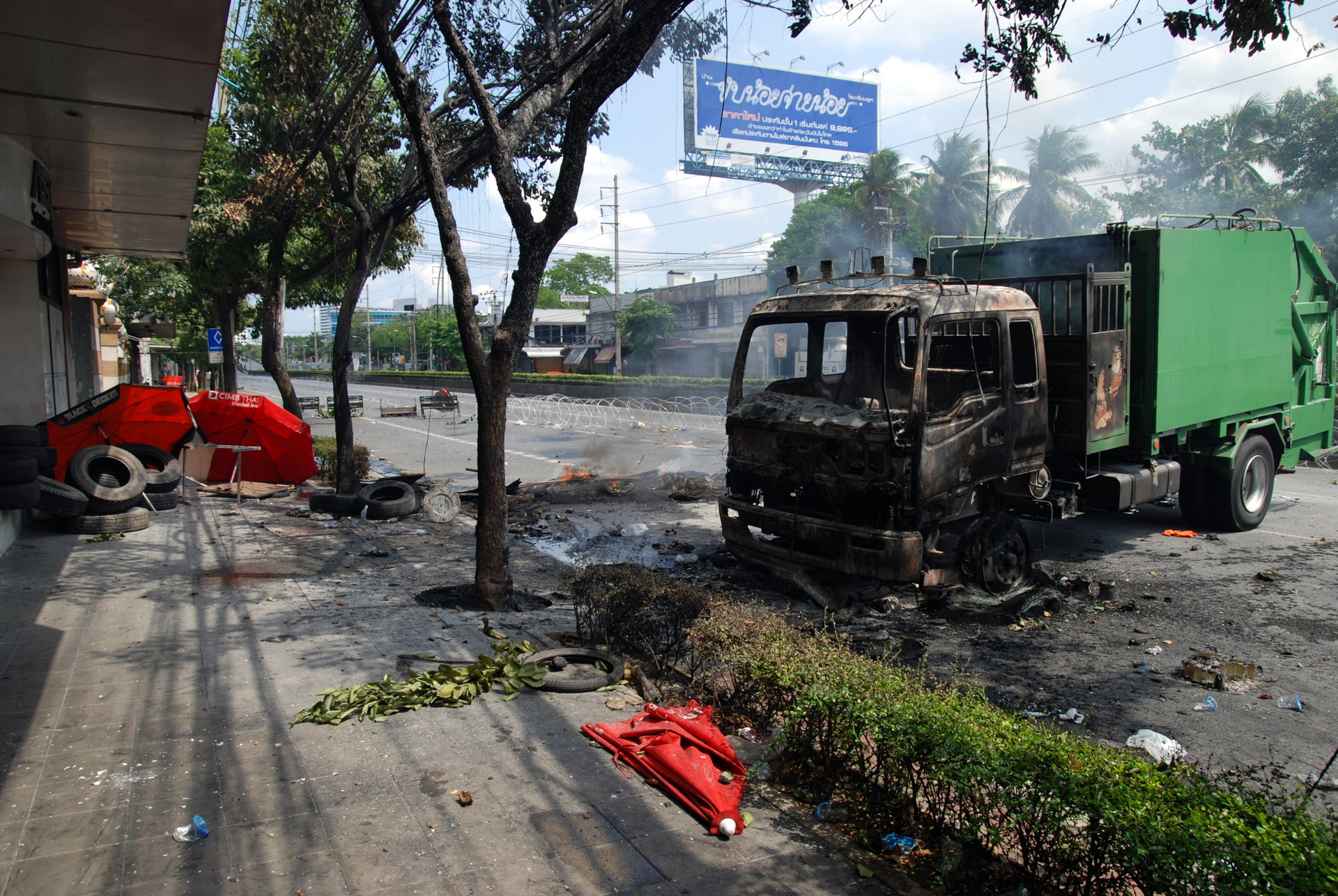
Spalona śmieciarka stanowiąca barykadę protestujących

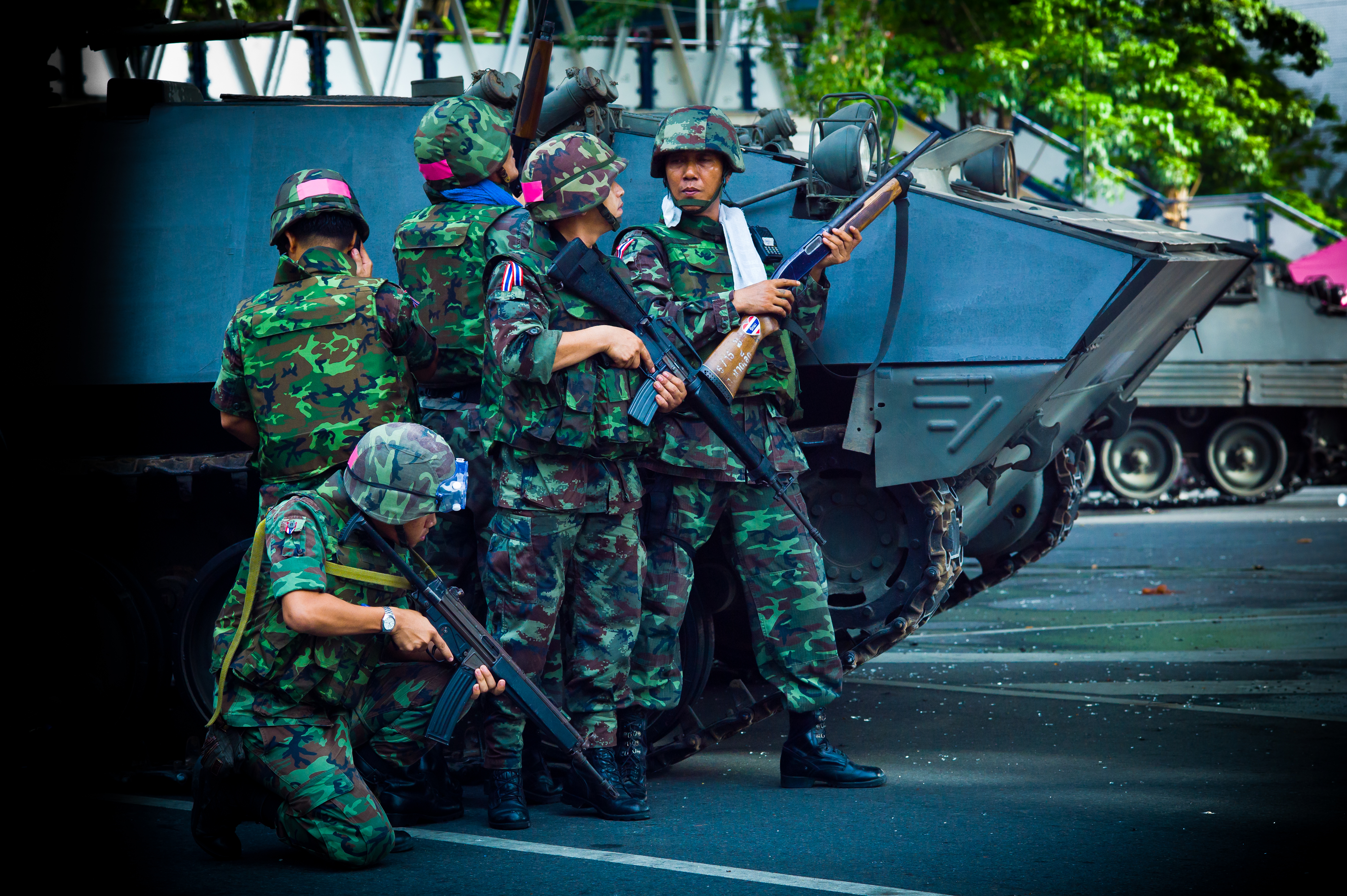
Wojsko na ulicach stolicy

### Sytuacja i starcia w kolejnych dniach
14 maja władze odcięły dostęp do prądu i wody, wstrzymały komunikację miejską i ograniczyły możliwość korzystania z sieci telefonicznych w okupowanej dzielnicy. W rejonie starć zamkniętych zostało wiele placówek dyplomatycznych i hoteli. W trakcie całodniowych walk zginęło 15 demonstrantów, a ponad 100 osób zostało rannych, w tym troje dziennikarzy. Protestujący kontynuowali wznoszenie fortyfikacji i ulicznych barykad, wykorzystując w tym celu m.in. płonące pojazdy i opony, rzucali w kierunku wojsk kamienie, koktajle Mołotowa i petardy. Kilka tysięcy rozlokowanych na ulicach miasta żołnierzy używało przeciwko demonstrantom gazu łzawiącego, ostrzeliwało ich z gumowych kul i z ostrej amunicji.
15 maja 2010 w walkach z żołnierzami otaczających obóz „czerwonych koszul” zginęło kolejnych 8 demonstrantów, zwiększając całkowitą liczbę ofiar trzech dni zamieszek do 24 osób. Władze ostrzegły mieszkańców miasta przed wkraczaniem w rejon obozowiska, który nazwały „strefą bezpośredniej wymiany ognia”. Premier Abhisit w pierwszym komentarzu prasowym stwierdził, że interwencja wojska była konieczna i była jedynym sposobem na zakończenie protestów, gdyż ich uczestnicy odrzucili dialog. Powiedział, że niedopuszczalnym jest tworzenie zbrojnych grup w celu obalenia rządu, dodając, że wojsko nie zostanie wycofane z ulic stolicy. Rzecznik wojska oświadczył, że liczba osób przebywających w obozie zmalała w ciągu ostatnich dni o połowę i oscyluje w granicach 5 tys. Ogłosił również, że żołnierze mają prawo użycia broni palnej w wypadku, gdy demonstrujący zbliżą się do nich na odległość 36 metrów. 27 uczestników walk skazanych zostało na kary 6 miesięcy pozbawienia wolności. W odpowiedzi na eskalację konfliktu, sekretarz generalny ONZ Ban Ki-moon zaapelował do władz i opozycji o uniknięcie dalszej przemocy i „pilny powrót do dialogu w celu rozwiązania problemów w sposób pokojowy”. Stany Zjednoczone wezwały strony do zachowania umiaru i „znalezienia sposobu na przezwyciężenie różnic w sposób pokojowy”.
16 maja 2010 skala starć „czerwonych koszul” ze służbami bezpieczeństwa zmalała. Liczba ofiar czterodniowych walk ulicznych wzrosła jednak do 31 zabitych i ok. 230 rannych. Liderzy UDD zaproponowali rozpoczęcie negocjacji pod auspicjami ONZ pod warunkiem wycofania wojska z rejonu ich obozu. Rząd odrzucił sugestie opozycji, oznajmiając, że Tajlandia może samodzielnie rozwiązać swoje problemy. Zwrócił się jednak z apelem do Czerwonego Krzyża o pomoc w ewakuacji z obozu „czerwonych koszul” kobiet, dzieci i osób starszych. Z powodu napięcia w kraju premier ogłosił 17 i 18 maja 2010 dniami wolnymi od pracy i przesunął w Bangkoku termin rozpoczynającego się roku szkolnego. Rozszerzył także obowiązywanie stanu wyjątkowego do 20 prowincji w celu uniemożliwienia zwolennikom opozycji dotarcia do stolicy. Władze podkreśliły, że ich operacja skierowana jest przeciwko „terrorystom”, którzy przeniknęli do szeregów demonstrantów. Premier zagroził także wprowadzeniem godziny policyjnej w Bangkoku, do czego jednak ostatecznie nie doszło. Starcia w mieście przyczyniały się do coraz większych utrudnień w życiu codziennym. Część mieszkańców, w obawie przed przedłużającymi się zamieszkami, rozpoczęła gromadzenie zapasów żywności i wody. W komentarzach prasowych zaczęły pojawiać się opinie o zbliżaniu się kraju na krawędź wojny domowej i możliwości przeniesienia konfliktów poza stolicę. 16 maja 2010 zwolennicy opozycji w prowincji Ubon Ratchathani podpalili opony na kilku lokalnych drogach i próbowali zająć miejscowe koszary wojskowe.
17 maja 2010 w szpitalu zmarł generał Khattiya Sawasdipol, postrzelony w czasie wywiadu cztery dni wcześniej. „Czerwone koszule” uczciły jego pamięć minutą ciszy. Liczba ofiar starć zapoczątkowanych 13 maja wzrosła do 37 zabitych i ponad 270 rannych. W telewizyjnym orędziu rząd wezwał protestujących, a w szczególności kobiety, dzieci i starszych do opuszczenia obozu do godziny 15:00. Zagwarantował im bezpieczeństwo i bezpłatny transport do domów na prowincję. Apel powtarzany był przez megafony zamontowane na ulicach, a krążące po niebie helikoptery zrzuciły na dzielnice stosowne ulotki. Premier ogłosił, że wszystkim, którzy pozostaną grozić będzie kara 2 lat pozbawienia wolności. Stan wyjątkowy rozszerzony został na 2 kolejne prowincje kraju (w sumie 22 prowincje znajdujące się głównie na północy kraju). W miastach na północy Tajlandii zaczęło dochodzić do pierwszych protestów, m.in. w mieście Chiang Mai podpalony został wojskowy autokar. „Czerwone koszule” odrzuciły wezwanie władz do opuszczenia obozu w wyznaczonym czasie. Grupa ponad 300 osób, w obawie przed akcją wojska, szukała schronienia w pobliskiej świątyni. Wysoki Komisarz Narodów Zjednoczonych do spraw Praw Człowieka Navanethem Pillay zaapelowała do przywódców Tajlandii i liderów opozycji o „odsunięcie na bok dumy i politykę dla dobra narodu”. Protestujących wezwała do „cofnięcia się od krawędzi”, a służby bezpieczeństwa do okazania maksimum powściągliwości.
18 maja 2010 w Bangkoku dochodziło do sporadycznych wybuchów przemocy. Liczba ofiar kilkudniowych walk (od 13 maja) wzrosła do 39 zabitych i około 300 rannych. Rząd oskarżył demonstrantów o wykorzystywanie dzieci jako tarcz do obrony, a ci z kolei zarzucili władzom strzelanie do nich z broni palnej bez skrupułów. Z ofertą pośrednictwa w negocjacjach wystąpił przewodniczący Senatu Prasobsuk Boondej. Spotkał się on z liderami UDD, którzy przystali na rozmowy oraz przedstawicielami rządu, którzy jako warunek rozpoczęcia jakichkolwiek negocjacji postawili zakończenie protestów i okupacji centrum miasta. Około 3 tys. „czerwonych koszul” pozostawało zabarykadowanych obozie, a rząd przedłużył obowiązywanie dni wolnych od pracy do 21 maja.

## Szturm na obóz demonstrantów (19 maja)

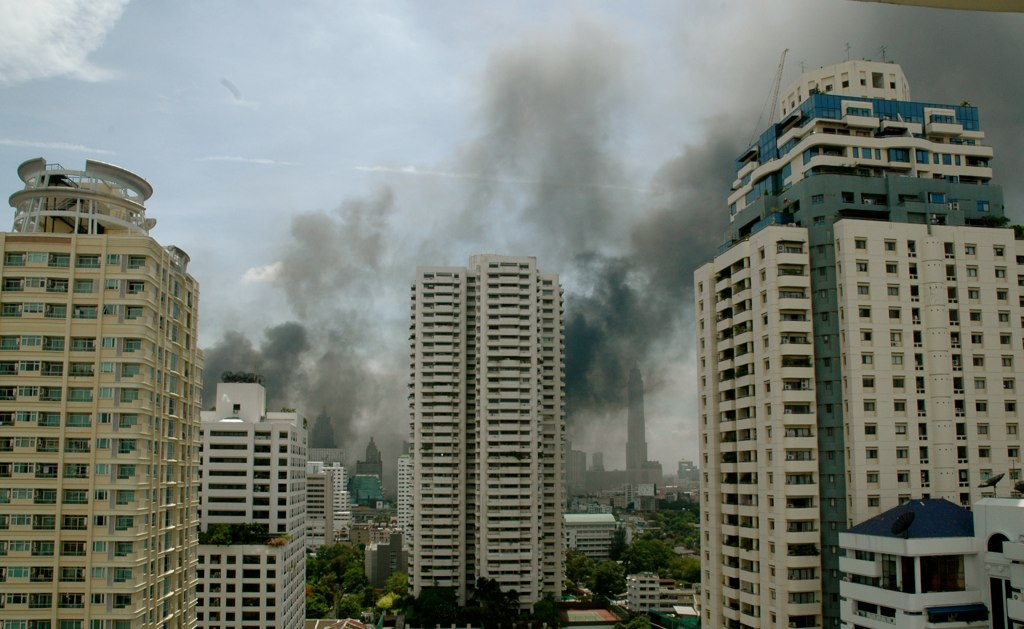
Pożary w centrum Bangkoku, 19 maja 2010

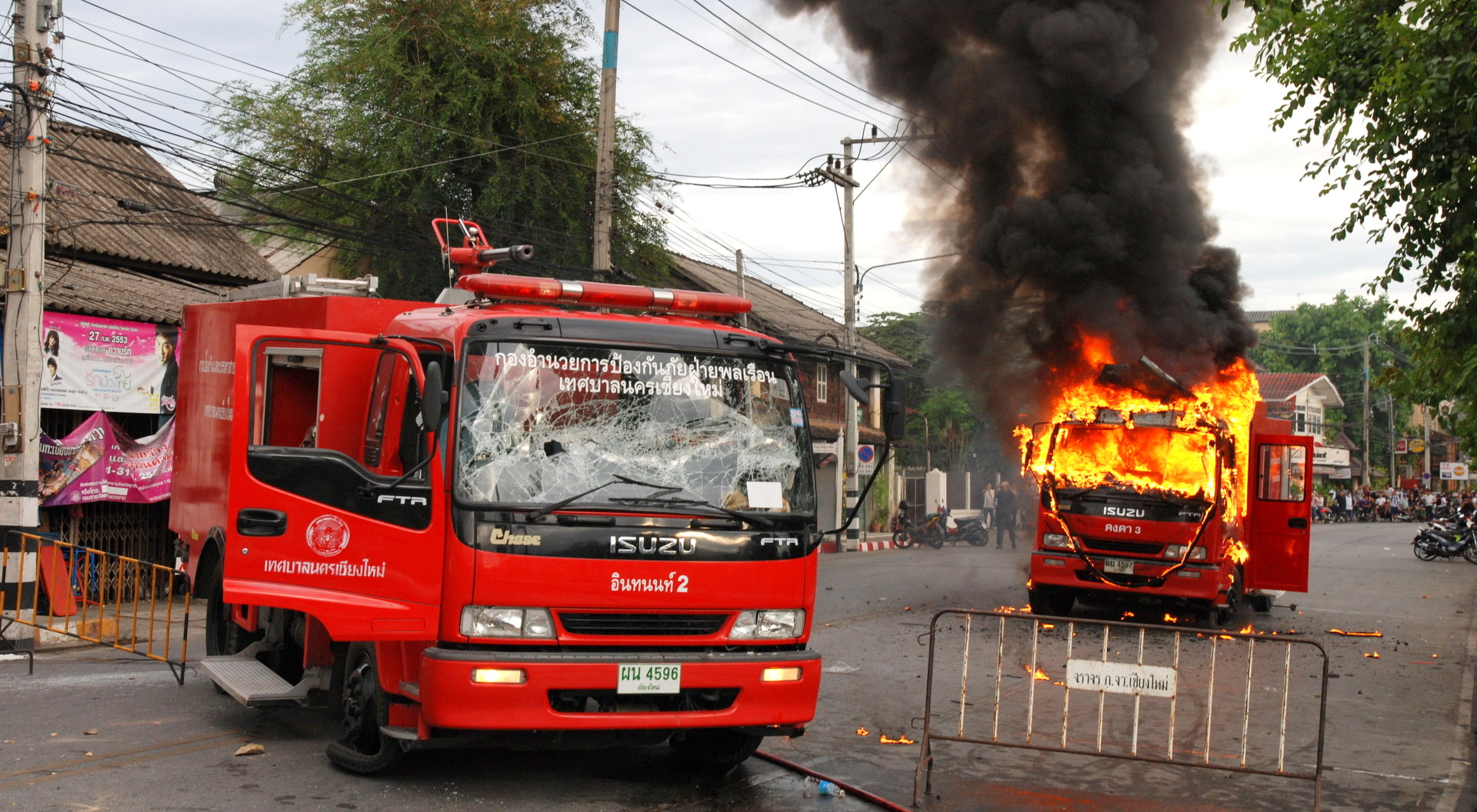
Protesty i podpalenia w mieście Chiang Mai, 19 maja 2010

Rankiem 19 maja 2010 wojsko podjęło generalny szturm na obóz „czerwonych koszul”. Wcześniej ostrzegło ich przed rozpoczęciem akcji. Żołnierze, uzbrojeni w karabiny maszynowe M16 i opancerzone pojazdy wojskowe, przełamali uliczne barykady i wkroczyli na teren obozu. Demonstranci, by spowolnić ich ruch polewali je benzyną i podpalali. Czterej główni liderzy UDD ogłosili swoim zwolennikom decyzję o zakończeniu protestów i oddali się w ręce armii. W świetle kamer zostali następnie przewiezieni na posterunek policji. Decyzję o kapitulacji argumentowali wolą zapobieżenia kolejnym ofiarom. W czasie szturmu większość z protestujących w pośpiechu wycofywało się przez wojskiem, pozostawiając za sobą porozrzucane przedmioty codziennego użytku. Około 700 osób schroniło się w buddyjskiej świątyni. W wyniku kilkugodzinnej akcji demonstranci zostali całkowicie wyparci z terenu obozowiska. Część z nich nie porzuciła walki i stawiała opór w różnych miejscach stolicy. Przez cały dzień dochodziło do aktów grabieży sklepów i własności prywatnej oraz podpaleń. „Czerwone koszule” podpaliły co najmniej 27 stołecznych budynków, w tym siedzibę tajskiej giełdy, 16 oddziałów banków, budynek telewizji Channel 3 i największy w kraju kompleks handlowy „Central World Plaza”. Giełda już w godzinach porannych zamknięta została na dwa kolejne dni. W czasie szturmu i w późniejszych potyczkach zginął włoski dziennikarz, a troje innych zagranicznych reporterów zostało rannych.
Do nowych antyrządowych wystąpień 19 maja doszło także w północnych regionach Tajlandii. W mieście Udon Thani zwolennicy opozycji podpalili, a w Khon Kaen zniszczyli miejski ratusz. Do aktów przemocy doszło także w mieście Chiang Mai. Rząd po raz pierwszy od 15 lat wprowadził w Bangkoku, a następnie w 21 innych prowincjach godzinę policyjną od 20:00 wieczorem do 6:00 rano. Nakazał stacjom telewizyjnym transmisję tylko wcześniej ustalonych programów. Ogłosił rozpoczęcie nocnej akcji skierowanej przeciw grabieżcom i podpalaczom, a także zezwolił wojsku na oddawanie strzałów w ich kierunku. Premier Abhisit powiedział, że był „pewny i zdecydowany zakończyć problemy i przywrócić krajowi pokój i porządek”. Były premier Thaksin Shinawatra ostrzegł, że działania wojska mogą wywołać masowe niezadowolenie i doprowadzić do wojny partyzanckiej.
Rankiem 20 maja 2010 w stolicy doszło do ponad 30 nowych podpaleń. Władze przedłużyły obowiązywanie godziny policyjnej na kolejne dni. Rozpoczęły akcję usuwania obozowiska, ulicznych barykad i oczyszczania miasta. W czasie oczyszczania rejonu walk służby bezpieczeństwa odnalazły składy bomb i granatów. Dostały się także do środka buddyjskiej świątyni Wat Pathum Wanaram, w której schronienie znalazło około tysiąca „czerwonych koszul”, barykadując wejście i stawiając opór wojsku. W środku budynku znaleziono 6 ciał. Dla zwolenników opozycji pochodzących z prowincji zorganizowany został bezpłatny transport do domu. W mieście kursowanie wznowiła komunikacja miejska, natomiast giełda i szkoły pozostały zamknięte do 24 maja. 21 maja 2010 władze poinformowały, że w wyniku akcji wojska 19 maja zginęło co najmniej 15 osób, a ponad 100 zostało rannych. W sumie od początku protestów zginęło 91 osób, a około 2000 zostało rannych.

## Następstwa i sytuacja po protestach

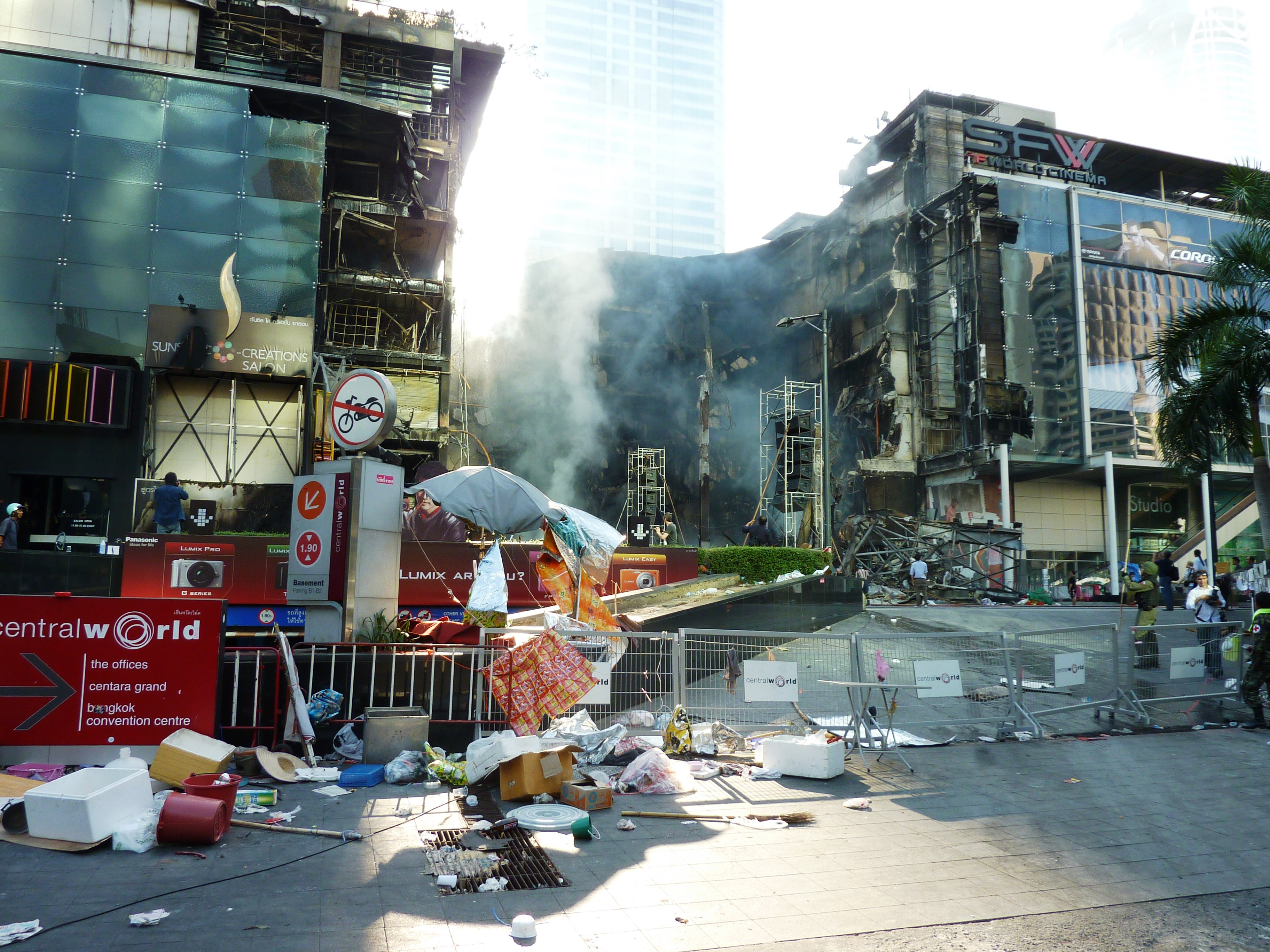
Spalone centrum handlowe Central World Plaza w Bangkoku

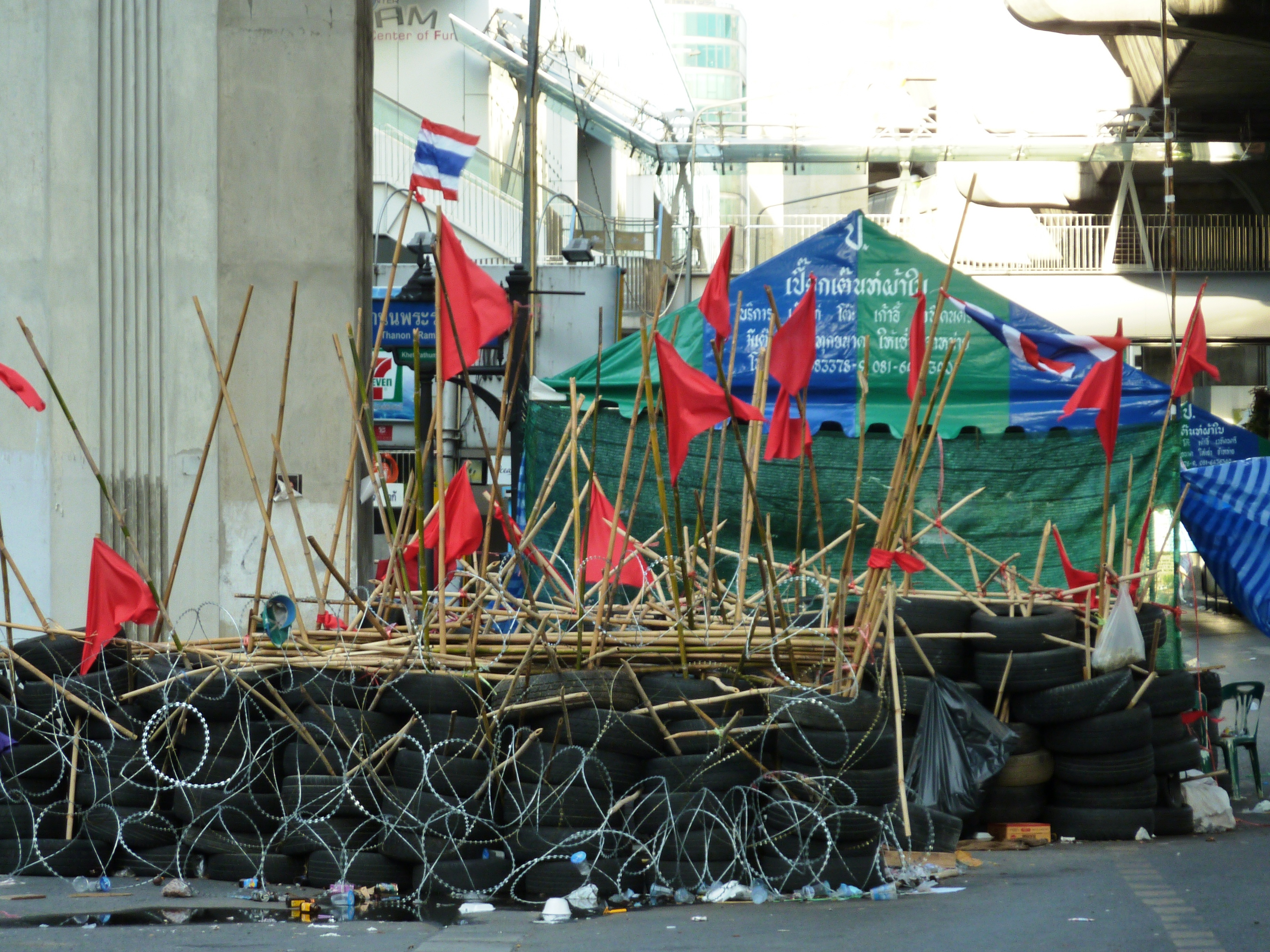
Pozostałości po barykadach

### Działania i deklaracje rządu
21 maja 2010 premier Abhisit w wygłoszonym orędziu poinformował o przywróceniu porządku w Bangkoku i w całym kraju. Oznajmił, że jego celem będzie przezwyciężenie podziałów w społeczeństwie. Zapowiedział rozpoczęcie procesu pojednania narodowego, opartego na 5-punktowym planie przedstawionym na początku maja, zakładającym reformy polityczne, społeczne i wszczęcie niezależnego dochodzenia w sprawie wszystkich wydarzeń, do jakich doszło w czasie protestów. Odrzucił jednak możliwość organizacji wcześniejszych wyborów w listopadzie, oświadczając, że niezbędnym warunkiem dla przeprowadzenia głosowania jest uspokojenie sytuacji i eliminacja napięć w kraju. W kolejnych dniach służby sprzątające oczyszczały miasto ze zniszczeń i pozostałości po protestach. Władze za naruszenie stanu wyjątkowego aresztowały co najmniej 417 osób, w tym większość liderów „czerwonych koszul”. Pod zarzutem podżegania do niepokojów zamknęły również opozycyjne witryny internetowe i rozgłośnie radiowe.
25 maja 2010 tajski sąd wydał nakaz aresztowania wobec byłego premiera Thaksina Shinawatry pod zarzutem „planowania i odgrywania znaczącej roli w instruowaniu i manipulowaniu” wydarzeniami w kraju. Thaksin odrzucił oskarżenia, uznając je za motywowane politycznie. 29 maja 2010 rząd zniósł w kraju godzinę policyjną, utrzymując przy tym obowiązywanie stanu wyjątkowego. Premier powtórzył, że przeprowadzenie wyborów parlamentarnych w 2010 będzie „o wiele trudniejsze”. Powiedział, że najpierw należy przywrócić w pełni pokój i wdrożyć plan pojednania, nie wykluczył jednak możliwości zorganizowania wcześniejszych wyborów przed jesienią 2012.
Na wniosek opozycyjnych deputowanych 1 czerwca 2010 w tajskim parlamencie rozpoczęła się debata na temat działań rządu w czasie protestów. Opozycja oskarżyła rządzących odpowiedzialnością za śmierć dziesiątek osób i potępiła wysłanie wojska przeciw cywilom. Działania wojska i używanie ostrej amunicji uznała za nieproporcjonalną i nadmierną odpowiedź. Rząd podkreślał, że użycie wojska było ostatecznością, po tym jak we wcześniejszych tygodniach nie powiodły się próby pokojowego rozwiązania kryzysu. Premier oskarżył również „terrorystów”, znajdujących się w szeregach protestujących, o atakowanie służb porządkowych, co bezpośrednio doprowadziło do starć. 2 czerwca 2010 parlament, głosami 246 do 186, odrzucił wotum nieufności wobec rządu Abhisita zgłoszone przed deputowanych opozycyjnej partii Puea Thai Party.
31 maja 2010 Wysoki Komisarz Narodów Zjednoczonych do spraw Praw Człowieka Navanethem Pillay zaapelowała do władz o zapewnienie niezależnego dochodzenia w sprawie ostatnich wydarzeń i postawienie winnych naruszeń praw człowieka przed wymiarem sprawiedliwości. Rząd już wcześniej ogłosił zamiar rozpoczęcia stosownego dochodzenia, lecz odrzucił plan międzynarodowego wsparcia. 10 czerwca 2010 rząd w ramach procesu pojednania powołał trzy niezależne komitety, zajmujące się odpowiednio badaniem okoliczności śmierci ofiar, reformą konstytucyjną oraz reformą mediów.
16 sierpnia 2010 przed Sądem Kryminalnym w Bangkoku rozpoczął się proces 17 głównych liderów „czerwonych koszul”. Zostali oskarżeni o terroryzm, zagrożony karą śmierci, a także o wszczynanie przemocy oraz grożenie urzędnikom państwowym. Żaden z oskarżonych nie przyznał się do winy. 22 lutego 2011 siedmiu z nich zostało zwolnionych z więzienia za kaucją, a 14 marca 2011 czterech kolejnych.

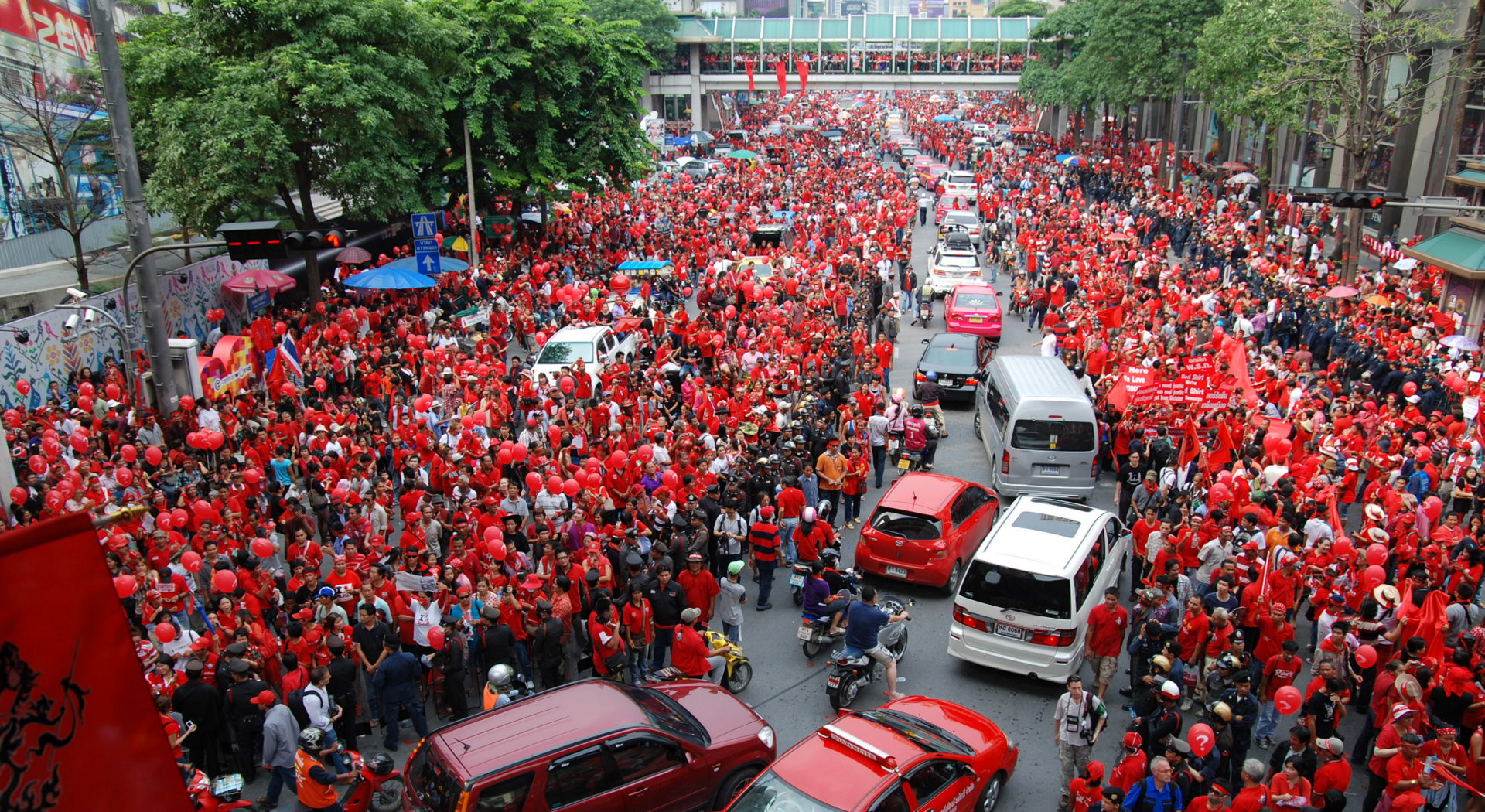
Protest w Bangkoku, 19 września 2010

19 września 2010, dokładnie cztery miesiące po stłumieniu protestów przez wojsko, przeciwnicy rządu zorganizowali w Bangkoku pokojowy protest dla uczczenia pamięci 91 ofiar. Protest odbył się również w czwartą rocznicę zamachu stanu i obalenia premiera Shinawatry. Zgodę na jego organizację wydały władze, pomimo obowiązywania stanu wyjątkowego, pod warunkiem zakazu używania przemocy i wstrzymywania ruchu ulicznego. Uczestniczyło w nim ok. 4 tys. osób zebranych w miejscu, gdzie mieściło się dawne obozowisko „czerwonych koszul”. Zgromadzeni sprzeciwiali się polityce rządu, domagali się uwolnienia zatrzymanych liderów UDD, zapalali świece w intencji zabitych oraz wypuścili w powietrze tysiące czerwonych balonów. Antyrządowy protest odbył się tego dnia również w Chiang Mai, rodzinnym mieście premiera Shinawatry na północy kraju.
9 maja 2011 premier Abhisit wyznaczył datę wyborów parlamentarnych na 3 lipca 2011, cztery miesiące przed ustawowym końcem kadencji Izby Reprezentantów. Tego samego dnia decyzję zaakceptował król. Izba Reprezentantów została rozwiązana 10 maja 2011.
19 maja 2011, w rocznicę stłumienia protestów przez wojsko, w Bangkoku doszło do 15-tysięcznej manifestacji poświęconej pamięci ofiar wydarzeń. Władze przez cały okres obowiązywania stanu wyjątkowego, od marca do grudnia 2010, aresztowały w sumie ok. 800 osób, z czego rok po stłumieniu protestów w areszcie lub więzieniu przebywało nadal ponad 140 osób. 22 osoby zostały natomiast skazane prawomocnym wyrokiem sądu. Przez rok od zakończenia wydarzeń komisja badająca okoliczności śmierci uczestników protestów nie opublikowała raportu ze swoich prac.

### Zniesienie stanu wyjątkowego
Na początku lipca 2010, na kilka dni przed datą wygaśnięcia stanu wyjątkowego, Międzynarodowa Grupa Kryzysowa (International Crisis Group, ICG) – międzynarodowy think tank – zaapelowała do tajskich władz o jego zniesienie oraz wycofanie oskarżeń o terroryzm wobec zatrzymanych liderów „czerwonych koszul”. W przeciwnym razie ostrzegła przed możliwością podejmowania przez sfrustrowanych zwolenników opozycji nielegalnych działań zbrojnych. Raport ICG wzywał także do zniesienia zakazu funkcjonowania opozycyjnych mediów, które zamknięte zostały w czasie trwania protestów. 6 lipca 2010 premier ogłosił przedłużenie stanu wyjątkowego na kolejne 3 miesiące w 19 prowincjach kraju, w tym w Bangkoku. Stan wyjątkowy został natomiast zniesiony w pięciu innych prowincjach, a rząd zapowiedział stopniowe jego znoszenie w przyszłości. Władze argumentowały to istniejącym wciąż zagrożeniem bezpieczeństwa, podkreślając, że ciągle rekwirowane były składowiska broni, zdobyte przez protestujących w czasie walk z siłami bezpieczeństwa. Również Centrum Rozwiązywania Sytuacji Nadzwyczajnych (Centre for the Resolution of Emergency Situations, Cres), powołane w czasie protestów i złożone z przedstawicieli wojska, policji i rządu, zarekomendowało przedłużenie stanu wyjątkowego. Przepisy stanu wyjątkowego zakazywały organizowania zgromadzeń powyżej 5 osób, dopuszczały zatrzymywanie podejrzanych na 30 dni bez nakazu sądowego oraz zakazywały publikacji i transmisji informacji stanowiących zagrożenie dla bezpieczeństwa państwa lub mogących wywołać panikę.

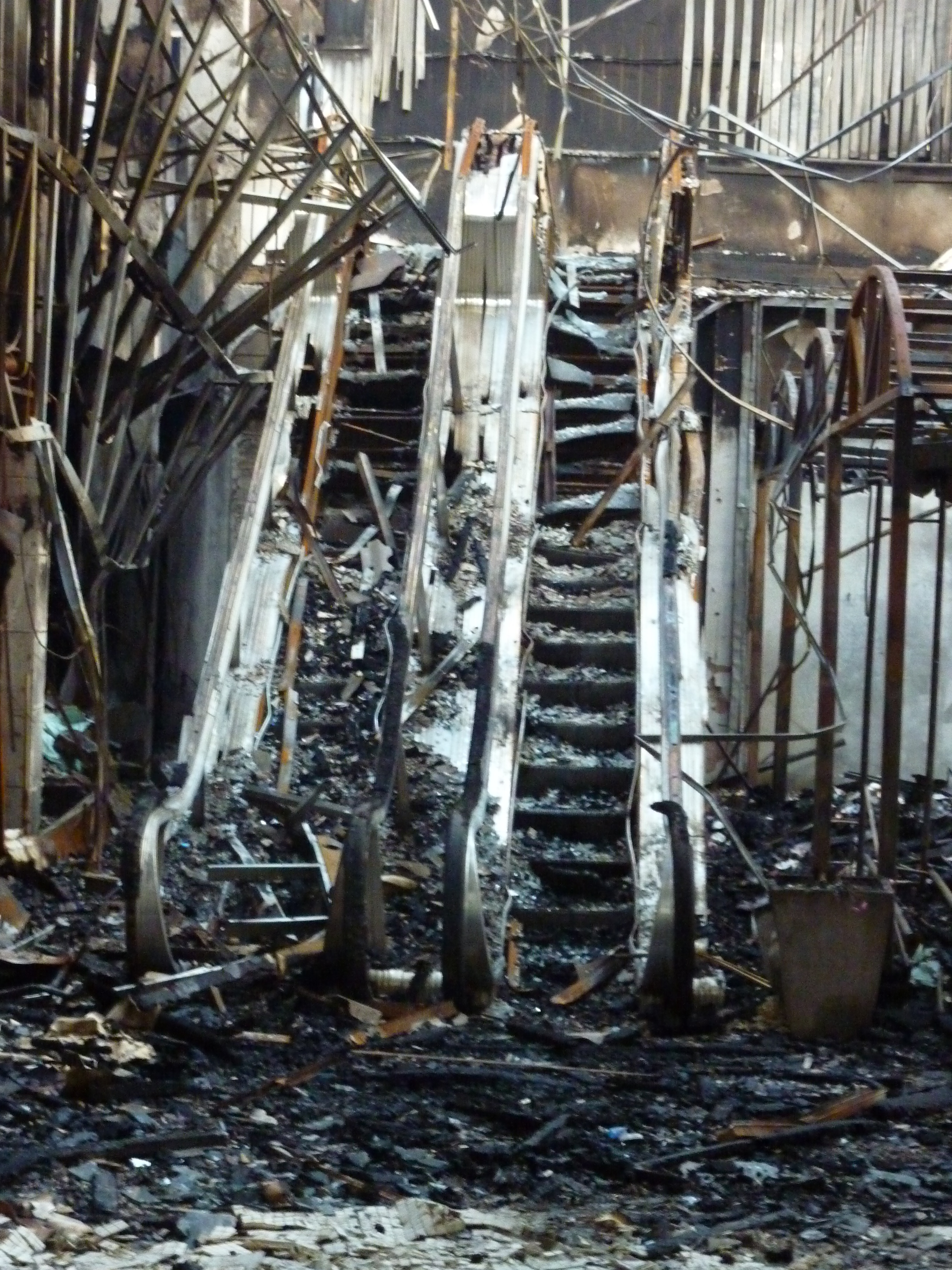
Zniszczone wnętrze stołecznego hotelu

20 lipca 2010 władze zniosły stan wyjątkowy w 3 prowincjach na północy kraju. Krytycy rządu zarzucili, że za jego pomocą stara się wyeliminować i ograniczyć wpływy opozycji. Z kolei rządzący argumentowali, że ich celem jest zapewnienie pokoju i bezpieczeństwa. 29 lipca 2010 premier ogłosił zniesienie stanu wyjątkowego w kolejnych 6 prowincjach, utrzymując go w 10 pozostałych oraz w stolicy. 16 sierpnia 2010 rząd zniósł stan wyjątkowy w trzech następnych prowincjach na północy i północnym wschodzie kraju. 1 października 2010 stan wyjątkowy zniesiony został w trzech kolejnych prowincjach, natomiast w stolicy i czterech sąsiednich prowincjach został przedłużony o dalsze 3 miesiące. Przedłużeniu stanu wyjątkowego ponownie sprzeciwiły się organizacje broniące praw człowieka oraz środowiska biznesowe, w tym przedstawiciele sektora turystycznego.
Jednym z zagrożeń, na które zwracali uwagę komentarzy polityczni była groźba ponownego wybuchu przemocy. Centrum Rozwiązywania Sytuacji Nadzwyczajnych zanotowało w okresie od zakończenia protestów w połowie maja do końca września 36 przypadków podłożenia bomb bądź odkrycia materiałów wybuchowych. Do eksplozji doszło m.in. w pobliżu biura prokuratura generalnego oraz na stołecznym torze wyścigowym. Chociaż nikt wziął odpowiedzialności za te zdarzenia, zdaniem policji część z nich mogła być motywowana politycznie, a część mogła stanowić osobiste i biznesowe porachunki. 5 października 2010 co najmniej trzy osoby zginęły w wyniku eksplozji materiałów wybuchowych w kompleksie mieszkalnym na przedmieściach Bangkoku.
21 grudnia 2011 władze zniosły stan wyjątkowy w ostatnich 4 prowincjach i stolicy kraju, co argumentowały poprawą klimatu społeczno-politycznego oraz niekonfrontacyjną postawą „czerwonych koszul”. Choć w Bangkoku nadal organizowane były kilkutysięczne manifestacje ich zwolenników, przybierały one wyłącznie charakter pokojowy. Po zniesieniu stanu wyjątkowego na terytorium Tajlandii obowiązywał Internal Security Act (Akt Bezpieczeństwa Wewnętrznego, ISA), który umożliwiał wprowadzanie godziny policyjnej i zakazu publicznych zgromadzeń w uzasadnionych przypadkach, jednak jego przepisy nie zawierały automatycznego zakazu zgromadzeń, ani nie umożliwiały zatrzymywania obywateli bez nakazu sądowego. Internal Security Act został zniesiony ostatecznie 24 maja 2011, przed zbliżającymi się wyborami parlamentarnymi.

### Konsekwencje gospodarcze
Protesty w Tajlandii miały negatywny wpływ na stan krajowej gospodarki. W maju 2010 minister finansów Tajlandii stwierdził, że niepokoje spowodowały obniżenie wzrostu gospodarczego o ok. 0,3–0,5%, który wówczas szacował na 4,5–5% w 2010. Ministerstwo Finansów zniszczenia i szkody powstałe w wyniku protestów oszacowało na 50 miliardów bahtów, czyli 1,5 mld USD. Szczególne straty poniósł przemysł turystyczny. Wskutek półtoramiesięcznej okupacji finansowo-handlowego centrum Bangkoku nieczynnych było wiele hoteli, sklepów, banków i instytucji. Rzecznik tajskiego stowarzyszenia hotelarzy i właścicieli sklepów poinformował, że liczba zajętych pokojów w hotelach w tym czasie spadła z poziomu 40% do 10–15% w porównaniu z analogicznym okresem w roku poprzednim. Choć protesty wywołały obawy o przyszły stan tajskiej gospodarki, ich wpływ na nią nie był jednak aż tak duży jak początkowo zakładano. 20 lipca 2010 prezes Tajskiego Banku Centralnego Tarisa Watanagase stwierdziła, że zarówno sektor turystyczny, konsumpcja, jak i poziom inwestycji powróciły do stanu sprzed protestów i nie istnieje już duże zagrożenie dla krajowej gospodarki. Na początku sierpnia 2010 ekonomiści szacowali już wzrost gospodarki na 8% PKB w 2010, a tajska giełda odnotowywała największe wzrosty w regionie. Ostatecznie wzrost gospodarczy Tajlandii w 2010 ukształtował się na poziomie 7,8%, będąc jednym z najwyższych w regionie, a eksport wzrósł o 28,1%.